# Hradec Králové
Hradec Králové (německy Königgrätz) je statutární město na východě Čech, ležící na soutoku Labe s Orlicí. Je metropolí Královéhradeckého kraje, společně s nedalekými Pardubicemi tvoří metropolitní oblast s 340 tisíci obyvatel. V samotném Hradci Králové žije přibližně 94 tisíc obyvatel.
Pro své příhodné vlastnosti bylo území Hradce osídleno již v dobách prehistorických. Ve středověku šlo o věnné město českých královen a této době vděčí za gotickou katedrálu sv. Ducha na svém Velkém náměstí, která dnes vedle Bílé věže a Staré radnice patří mezi městské dominanty. V letech 1766 až 1857 sloužilo město jako vojenská pevnost, pro nezájem města obnovená a zrušená až v roce 1884. Správa města plně využila možnosti úplného řízení urbanistického rozvoje. Tím se doslova uvolnil prostor pro zlatou éru královéhradecké architektury na začátku 20. století, ze které si především díky stavbám Gočára a Kotěry město odneslo označení Salon republiky.
Hradec Králové je univerzitní město, vyučuje zde Univerzita Hradec Králové, některé fakulty Univerzity Karlovy a Univerzity obrany. Sídlí zde např. krajský soud nebo biskupové královéhradecké diecéze církve katolické a československé husitské. Klicperovo divadlo je uznávanou scénou, jež čtyřikrát získala ocenění „Divadlo roku“, artkino Central se pyšní oceněním „Nejlepší evropské kino pro mladé publikum“ z roku 2008. Královéhradecký Park 360, který vznikl v části areálu bývalého vojenského letiště, poskytuje prostor mimo jiné letnímu festivalu Rock for People.

## Historie

### Dějiny města
Krajina na soutoku Labe s Orlicí, jíž dominuje město Hradec Králové, byla obydlena již v době prehistorické. Archeologické naleziště na okraji města v Plotištích nad Labem vykazuje několikanásobné osídlení jak z období pravěku, tak z doby římské. Kumulace pravěkých kultur na jednom místě v blízkosti brodu přes Labe a charakter nálezů dokazují, že po celé dlouhé úseky svého osídlení měla tato významná lokalita ráz obchodního střediska. Již v 10. století zde vzniklo slovanské hradiště s rušným tržištěm, ovládajícím starou obchodní stezku od Krakova přes Náchod k Praze.
Koncem desátého století se Hradec stal jedním z center hradské soustavy, ze kterého bylo spravováno území severovýchodních Čech po obou stranách Labe podle jeho toku od Dvora Králové až k Pardubicím. Ve 12. století zaujímá Hradecko již několik správních okrsků, spojených v celou provincii se čtyřmi hrady, purkrabským soudem a arcijáhenstvím. Přesné založení města není známé. Vlivem značného stavebního ruchu, terénních úprav, požárů a válečných škod po staletí na městském pohorku došlo ke ztrátě nejstarších archeologických stop.
Osudový význam pro vývoj městského osídlení mělo 13. století, kdy se stal Hradec s tržním předhradím královským městem. K roku 1225 se poprvé v písemné listině (smlouvě) připomíná město (civitas) Hradec, nikoliv s přívlastkem Králové, který se objevuje až od 14. století. Zakládající listina Hradce jako města se nedochovala a proto se přesně neví, kdy bylo město založeno. Písemná listina z roku 1225 je prvním nezpochybnitelným pramenným dokladem o existenci města. Ještě ve 13. století byl postaven nový gotický královský hrad, kde často přebývali Přemysl Otakar I., Václav I., Přemysl Otakar II. i Václav II. Hradec ustanovil Václav II. za část věna českým královnám, které na hradě žily jako vdovy. Založení města bylo zprvu hospodářským a právním aktem, urbanistický dosah městského založení se dostavil později, teprve na přelomu 13. a 14. století. Na rozvoji města se podíleli němečtí kolonisté a početná vrstva kupců a řemeslníků, kteří osídlili ostroh v celém rozsahu. Tehdy se vytvořila i půdorysná osnova původního městského opevnění, vedeného při úpatí návrší kolem celého jeho obvodu.

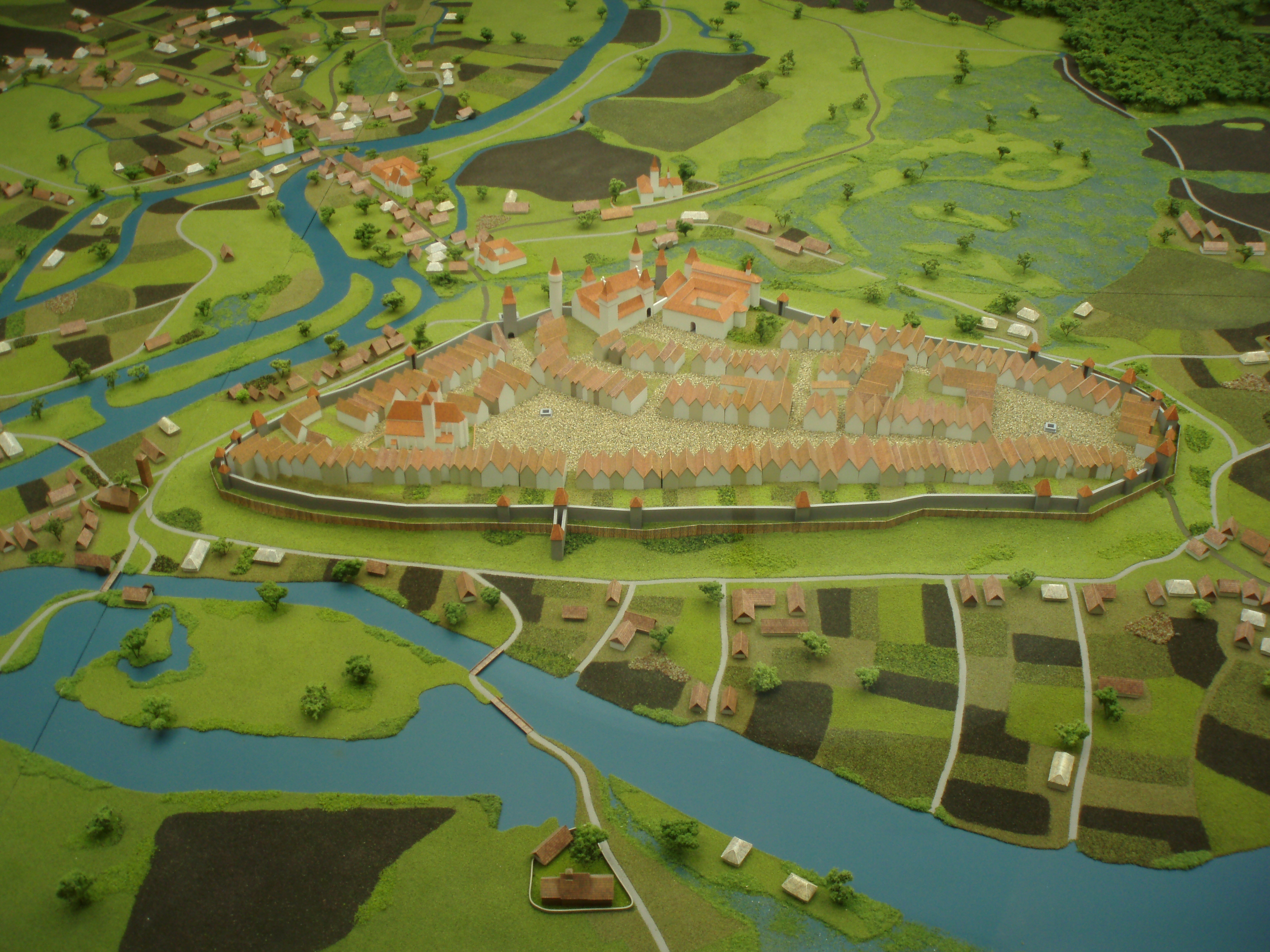
Podoba středověkého města Hradec Králové

Ve 14. století vzrostla prestiž města, jehož hlavou byl královský rychtář, městská rada a obecní starší. Spravovali městskou pečeť s českým lvem, kterou známe již od roku 1362. Hospodářskou základnu města posílily výhody a dary, které městu potvrdili čeští panovníci Jan Lucemburský, Karel IV. i Václav IV. Došlo ke kodifikaci městského zřízení; monopolní postavení městských řemesel, a tím i výsadní postavení hradeckých cechů, bylo zaručeno právem mílovým, příjmy měšťanů zaručovalo zase právo várečné. V té době byl Hradec Králové svým významem, rozlohou a počtem obyvatel nejvýznačnějším českým městem po Praze. Hmotným dokladem bohatství města v době, kdy v Hradci sídlil skvělý dvůr královny Elišky Rejčky, je chrám sv. Ducha z počátku 14. století na Velkém náměstí. Velký stavební ruch se vyvinul také v obou podměstích, v západním Pražském u Labe a ve východním Mýtském u Orlice. Jejich území tvořila bohatá spleť patnácti ostrovů mezi rameny obou řek, která spojovalo šestnáct mostů. Na předměstích bylo sedm farních kostelů, dva kláštery a tři špitály pro chudé a nemocné, při nichž byly také kostely.
Výbuch husitské revoluce, při kterém se město postavilo na stranu Jana Žižky, sice počeštil město, ale zároveň je ochudil o četné umělecké a stavební památky. Žižka byl roku 1424 pochován v chrámu sv. Ducha. Ke konsolidaci hospodářského a kulturního života došlo až za vlády Jiřího z Poděbrad a Vladislava Jagellonského. Král Jiří městu přál. Za jeho vlády byl opraven chrám sv. Ducha, pořízena nová kruchta a postavena honosná kašna na náměstí, která ovšem byla roku 1782 stržena. Písmeno „G“ v městském znaku vysvětluje tradice jako monogram krále Jiřího z Poděbrad. Ten i jeho nástupce Vladislav Jagellonský potvrdili městu stará privilegia, a tak se Hradec Králové mohl znovu zařadit mezi nejbohatší města.
Demokratizace, projevující se zvýšeným uplatňováním městského stavu, byla živnou půdou pro odboj české šlechty a královských měst proti císaři Ferdinandovi I., který usiloval o mocenskou politiku svého rodu. Odpovědí byla roku 1547 konfiskace majetku města a ztráta politických práv dosazením královského rychtáře, ochuzení půjčkami, daněmi a pokutami. Část majetku byla sice roku 1562 městu vrácena, ale vůdčí postavení v kraji město ztratilo.
Z těžkých hospodářských poměrů vyvedl město primas Martin Cejp z Peclinovce. Výsledkem jeho více než třicetiletého působení na radnici byla velkorysá renesanční přestavba města, nové dláždění, úpravy radnice, opevnění, stavba školy, předbraní Pražské brány a Bílá věž, původně strážní věž vybavená zvonem, hradecká dominanta, která se později stala hojně navštěvovanou památkou a turistickou atrakcí. Cejp pečoval rovněž o úroveň hradeckého latinského školství. V jeho době byli v čele hradecké školy vynikající rektoři Valentin Kochan z Prachové a Jan Kampanus Vodňanský. Významnými rodáky 16. století byli Cyprian Lvovický ze Lvovic a Václav Plácel z Elbinku. V roce 1567 byl prováděn v královských městech soupis domů. V Hradci Králové jich tehdy bylo 780.
Období třicetileté války bylo pohromou pro město. Umístění císařské posádky, švédská okupace, příchod jezuitů, násilné nucení ke katolické víře – to vše sužovalo město hmotně i duchovně. Švédské vpády postihly Hradec nejen vysokým výpalným, ale i těžkými ztrátami na obytných domech na předměstích a na uměleckých a stavebních památkách. Rozsáhlá a lidnatá předměstí byla fortifikacemi, vojenskými akcemi a požáry proměněna v poušť.

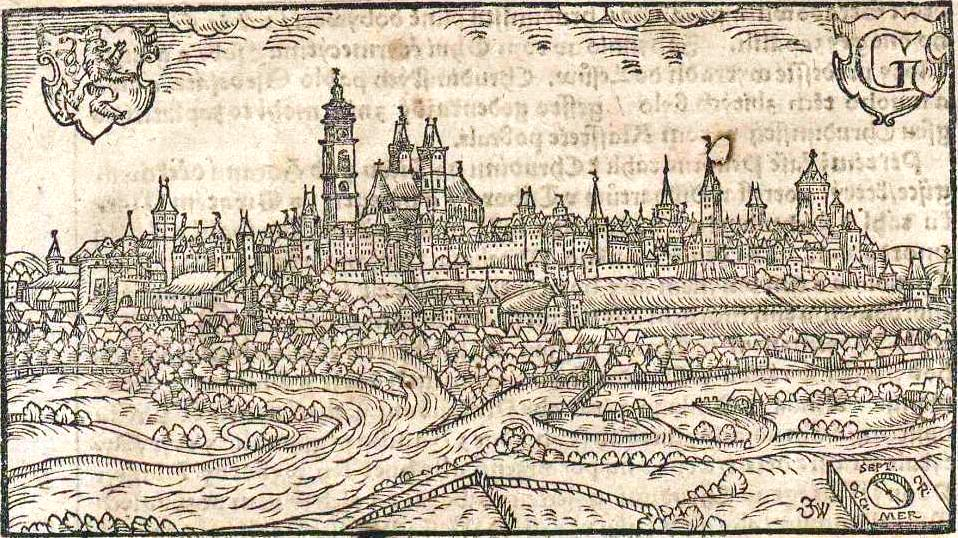
Zmenšená veduta Hradce Králové z roku 1602

V roce 1664 bylo v Hradci Králové zřízeno biskupství. Farní kostel sv. Ducha se stal katedrálním chrámem, při kterém byla zřízena šestičlenná kanovnická kapitula. Město nabylo barokní tvářnosti stavební 

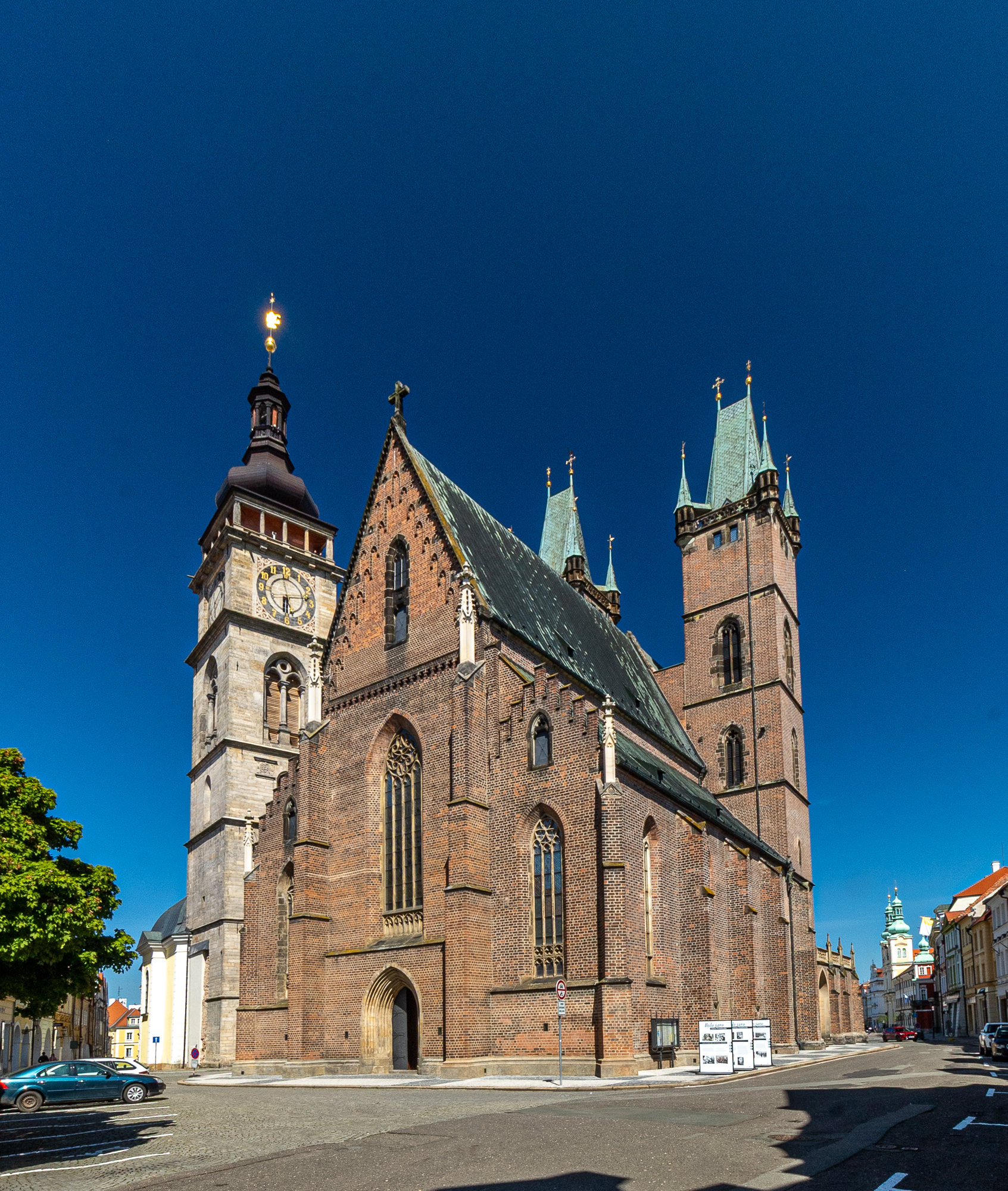
Gotácká katedrála svatého Ducha

aktivitou biskupa a jezuitů. Přizvali si na stavbu tehdejší vynikající architekty (Carlo Lurago, Jan Blažej Santini-Aichel). A tak na náměstí vyrostla monumentální stavba chrámu Nanebevzetí Panny Marie s přilehlou jezuitskou kolejí, biskupská rezidence, vznosná kaple sv. Klimenta, nový morový sloup a v místech bývalého hradu seminární kostel sv. Jana Nepomuckého.

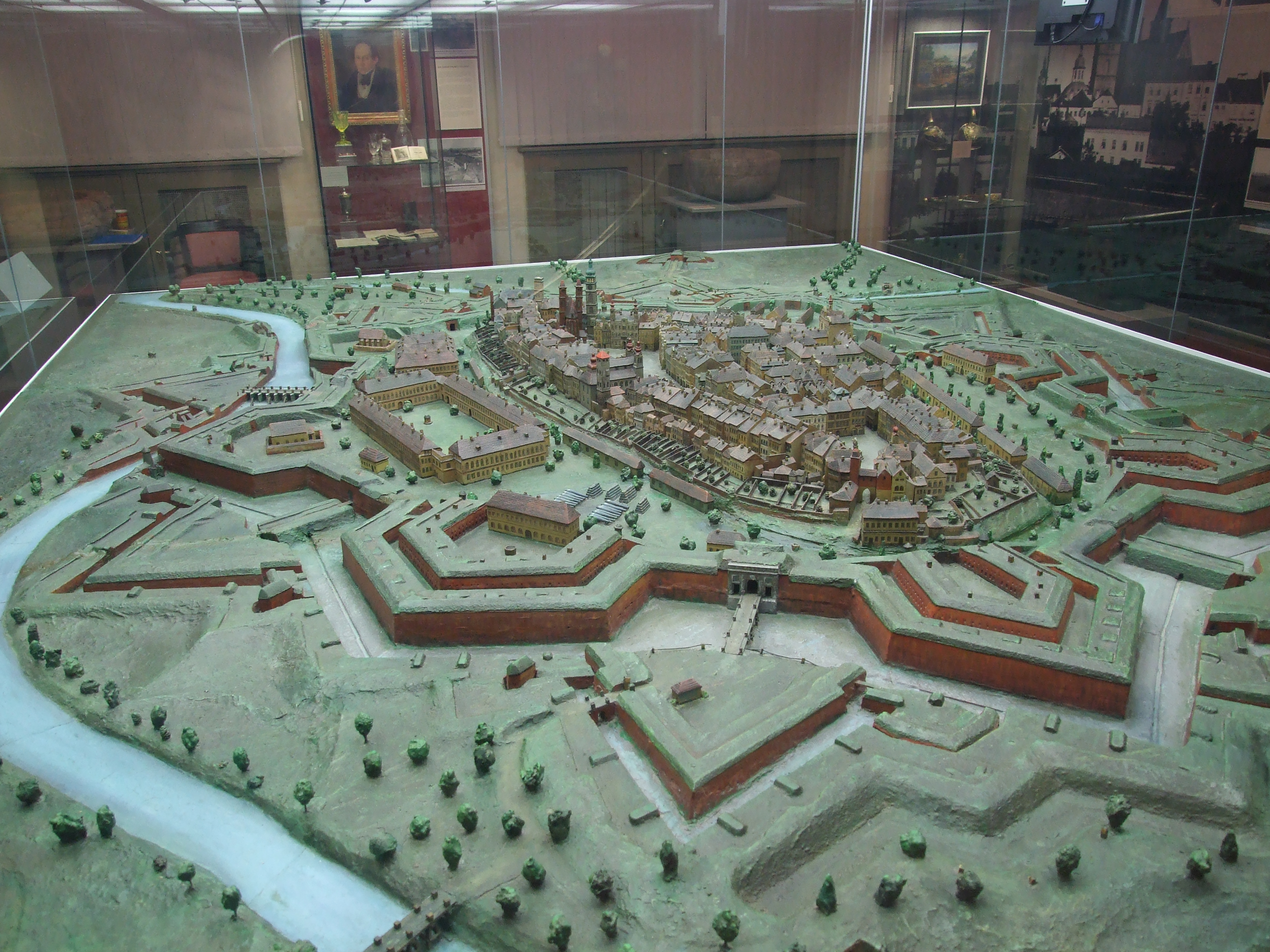
Podoba pevnosti Hradec Králové ze 2. poloviny 18. století

K dalšímu stavebnímu vývoji nedošlo pro válku o rakouské dědictví a válku sedmiletou. Žalostný osud města dovršil požár roku 1762, kdy téměř polovina města podlehla ohni, který založili současně na několika místech pruští vetřelci. Pruské vpády do země přinutily Josefa II., jako spoluvladaře Marie Terezie, k rozhodnutí vybudovat z Hradce Králové pevnost. Stavbě opevnění, prováděné ve dvou etapách v letech 1766 až 1789, musela ustoupit předměstí. Obyvatelstvo bylo vystěhováno daleko za vnější okraj inundačního a demoličního území pevnosti, do nově založených obcí Nového Hradce, Kuklen a Pouchova. Soustavu hradeb doplňovaly účelové budovy, z nichž některé se zachovaly dodnes.
Germanizace, kterou přinesla vláda Josefa II., dala městu zevní německý ráz. Vlastenecká tradice však žila ve městě od dob jezuitů Bohuslava Balbína a matematika Stanislava Vydry, kteří se oba v Hradci Králové narodili. V první polovině 19. století, v době českého národního obrození, se město zapsalo do historie. Kulturní a společenský život obrozeneckého Hradce se tehdy soustřeďoval kolem čtyř institucí: divadla, gymnázia, semináře a nakladatelství s knihkupectvím Jana Hostivíta Pospíšila. Tento významný vlastenecký nakladatel stál v čele nadšené družiny, kterou tvořili dramatik Václav Kliment Klicpera, profesor Josef Chmela, kněz Josef Liboslav Ziegler a jejich přátelé, kteří žili v kraji a s nimiž byli hradečtí buditelé ve spojení. Však také Pospíšilův dům hostil vlastence z celé země (např. Hanku, Rettigovou), mezi nimiž nechyběli ani Ľudovít Štúr a Jozef Miloslav Hurban ze Slovenska. Na hradeckém gymnasiu tehdy studovali Václav Hanka, Josef Jaroslav Langer, Josef Kajetán Tyl, Karel Jaromír Erben, František Škroup a další. V divadle „U zlatého orla“ se hrála česká představení, která organizoval Václav Kliment Klicpera. Roku 1848 se i v Hradci Králové utvořila Národní garda, jejíž prapor namaloval Josef Mánes. Bachův absolutismus sice na čas zlomil národní rozkvět, ale šedesátá léta byla opět obdobím rozvoje českého živlu ve městě. Zásluhu o to měli František Cyril Kampelík, lékař v Kuklenách, Kristian Stefan, přítel Boženy Němcové a dopisovatel České včely a podnikatel Václav František Červený, zakladatel hradecké továrny na hudební nástroje.

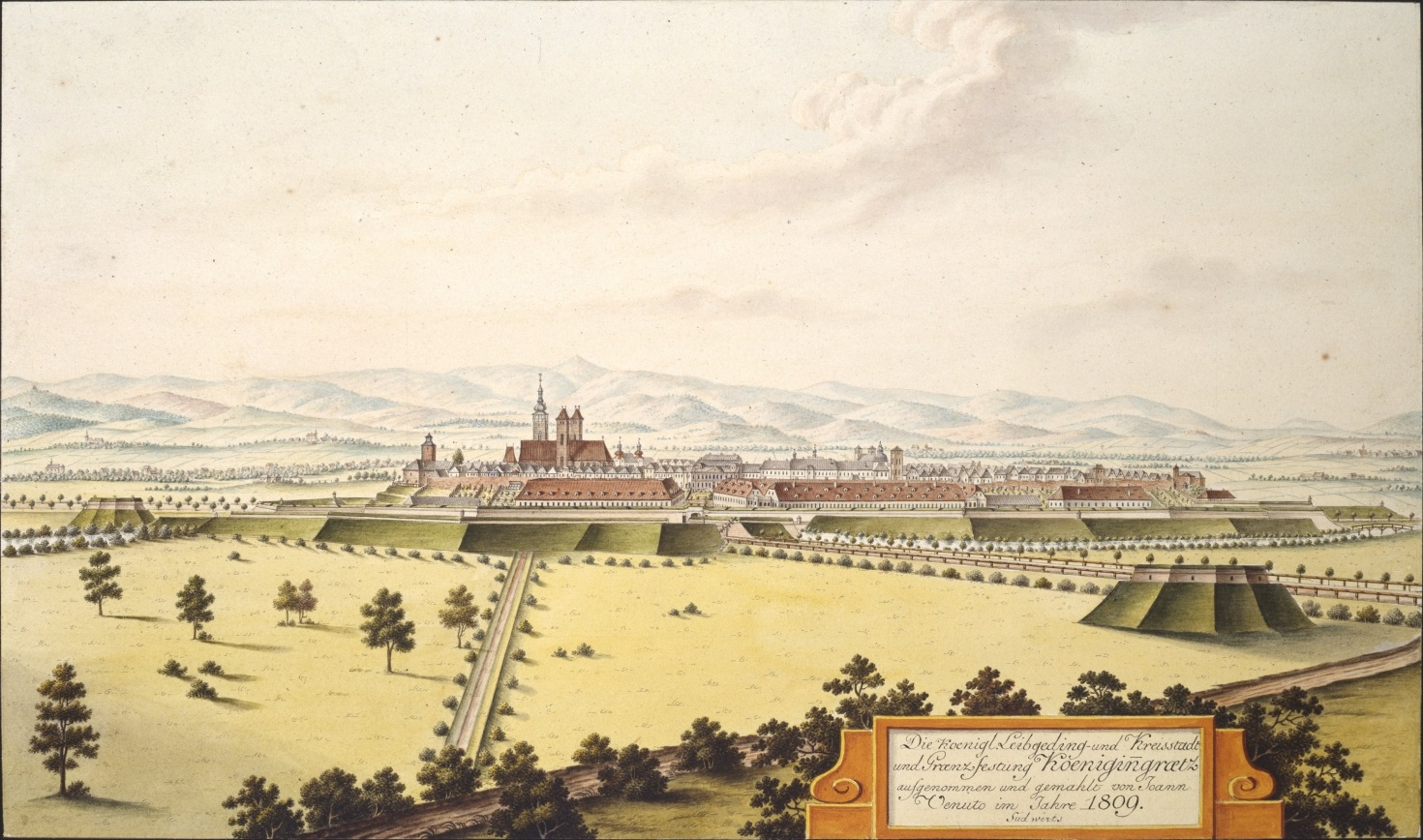
Město Hradec Králové, kresba Johanna Venuta z roku 1809

Roku 1851 byl Hradec Králové prohlášen samostatným městem a zvolen jeho první starosta, profesor hospodářství, Ignác Lhotský. Jeho dosavadní součásti vně hradeb získaly samostatnost. Územně a počtem obyvatel okleštěné město usilovalo o dosažení dalších hospodářských výhod. Roku 1857 bylo spojeno se světem železnicí (Hradec Králové hlavní nádraží), později založilo cukrovar, strojírnu, plynárnu (Městská plynárna v Hradci Králové), záložnu a spořitelnu. V roce 1857 byla zrušena pevnost, město se však zaleklo nákladů na likvidaci a pevnostní pozemky neodkoupilo ani při druhé nabídce v roce 1873. Erár proto pevnost obnovil, ale bez demoličního pásma. Roku 1864 vznikla světoznámá továrna na piana firmy Antonín Petrof.

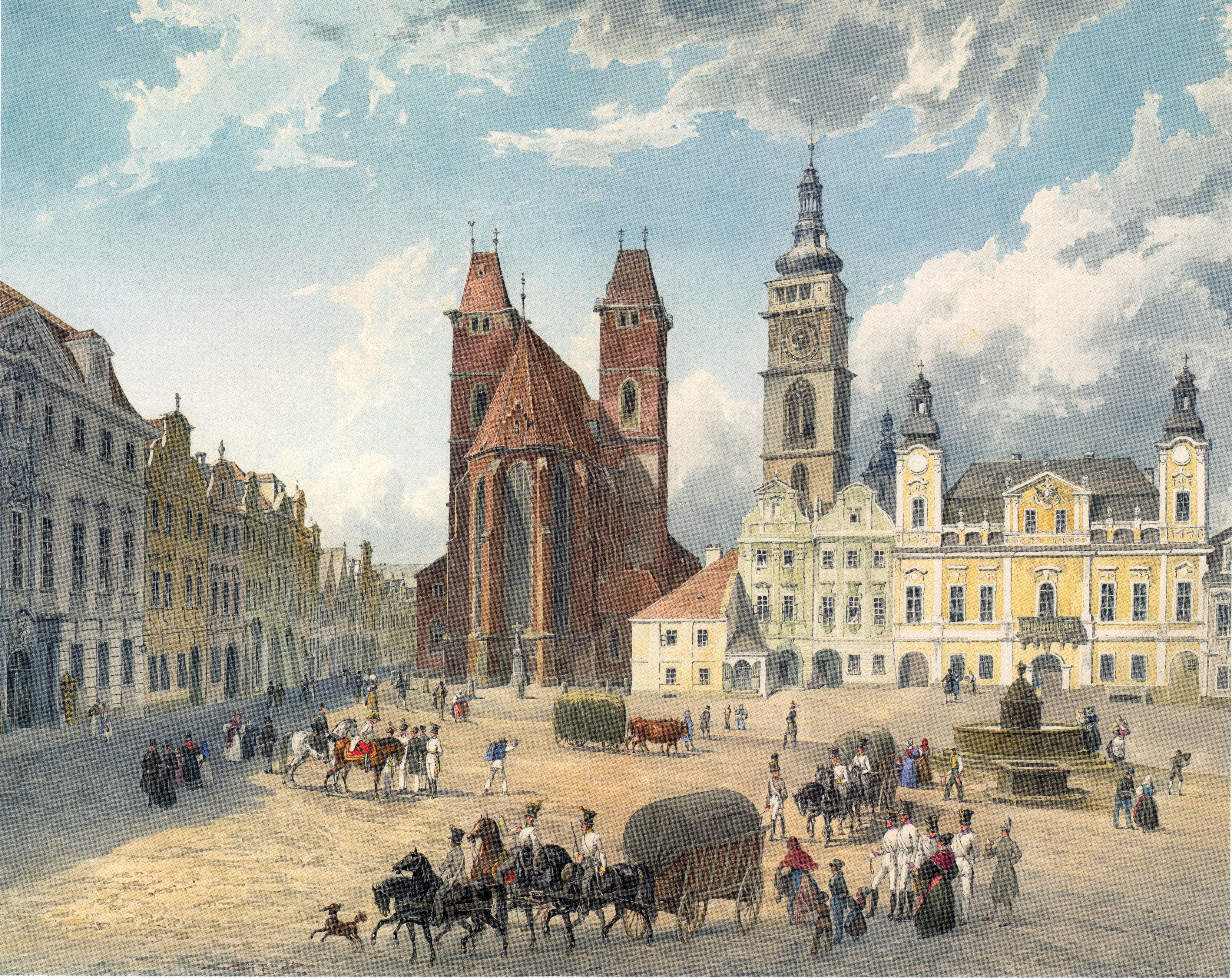
Velké náměstí, malba Eduarda Gurka z roku 1836

Roku 1866 se nedaleko od města rozhodla válka mezi Rakouskem a Pruskem. Vina pak byla hledána i v nečinnosti pevnosti. O zrušení pevnosti, odprodej vojenských pevnostních objektů a pozemků městu a zbourání hradeb se zasloužil úřadující náměstek purkmistra Ladislav Jan Pospíšil. Vleklé jednání skončilo až roku 1893 osnovou zákona o prodeji fortifikačních objektů a pozemků městu. Když tuto zprávu šťastný, ale vyčerpaný Pospíšil oznamoval obecnímu zastupitelstvu, byl stižen mozkovou mrtvicí a krátce nato skonal. Hradby byly na základě smlouvy s erárem odstraněny v průběhu dvaceti let bez ohledu na zachování nejvýznamnějších částí. Kulturní život se koncem století projevil v bohatém spolkovém životě. V 80. letech bylo postaveno Klicperovo divadlo, založeno muzeum, živý kulturní ruch panoval i na hradeckém gymnasiu, jehož žákem byl v 60. letech Alois Jirásek a na počátku 20. století i Karel Čapek a Emil Vachek.
Starostou města byl roku 1895 zvolen JUDr. František Ulrich, který po 30 let svého funkčního období organizoval budování moderní metropole, spolu s ním byl všemi hlasy zvolen místostarostou Wilhelm Waldek (bratr velkoprůmyslníka Františka von Waldek). V počátečním velmi náročném období rozvoje se bourala pevnost, upravovaly uvolněné pozemky, stavěly nové budovy, komunikace, vznikaly první regulační plány. Již na přelomu století jsou do Hradce Králové zváni architekti z Vídně a Prahy, vyznávající zásady moderní architektury. Dokladem jejich působení je např. budova Obchodní akademie na nám. Svobody (dnes Univerzita Hradec Králové), Okresní dům v Palackého ul. (přístavba Grandhotelu) a mnohé další. Rok 1909 je dalším milníkem pro formování města. Byla vypsána soutěž na nový regulační plán, vznikla díla jako Městské muzeum (J. Kotěra), schodiště u kostela Panny Marie (J. Gočár), Labská elektrárna (F. Sander), Evangelický kostel v Nezvalově ulici (O. Liska) a další.

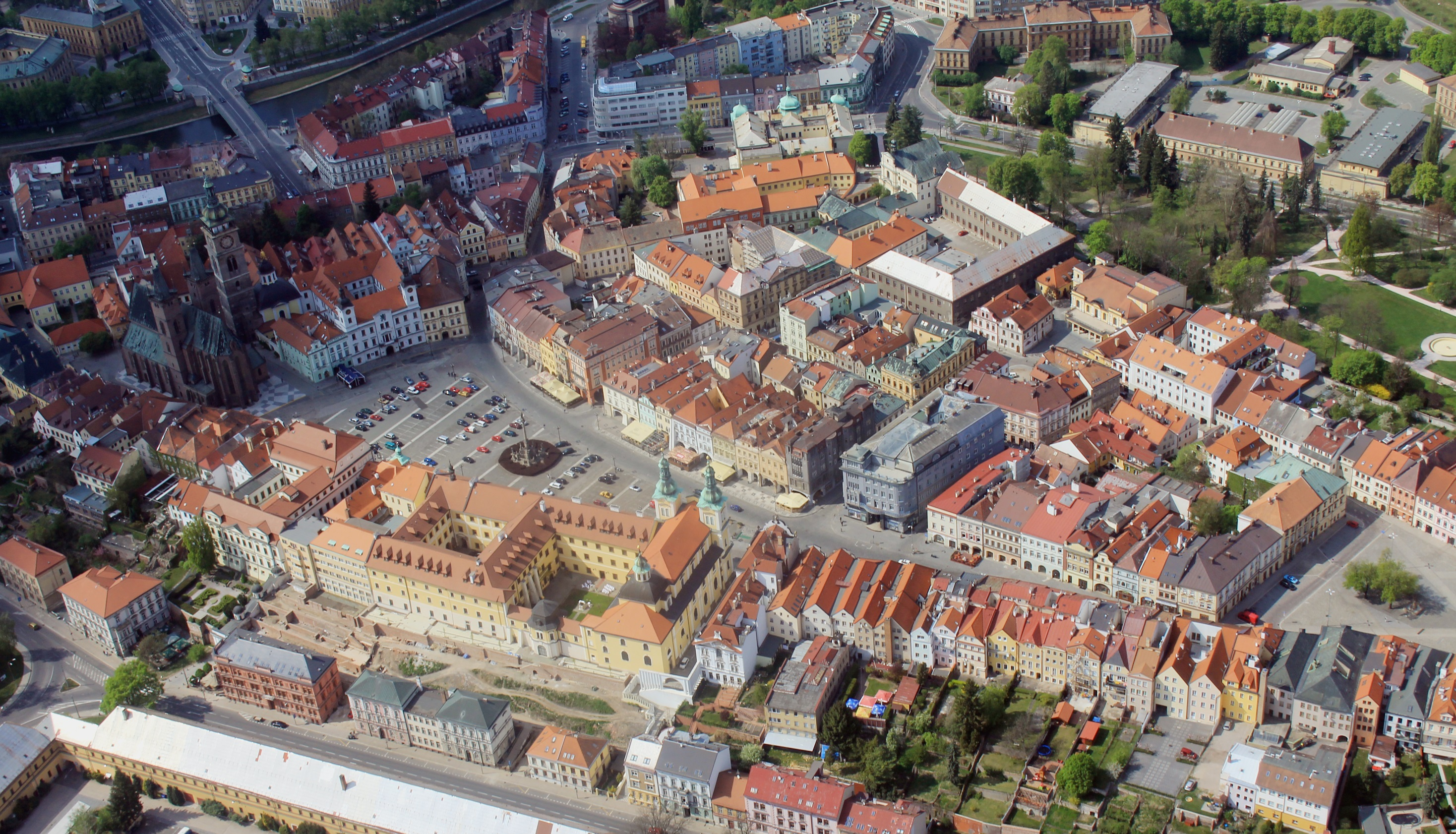
Letecký pohled na historický střed města s Velkým náměstím, 2011

Rozvíjející se poválečná výstavba si vyžádala nové tvůrčí impulsy v územním plánování v souladu s rychlým vývojem urbanismu. Regulační plán města arch. Josefa Gočára z let 1926–1928, který je se svým radiálně okružním principem výstavby dodnes inspirující, autor dále naplňoval svými díly – úprava Masarykova náměstí, školní areál na Tylově nábřeží, Sbor kněze Ambrože, úprava Ulrichova náměstí, Okresní a finanční úřady (dnes Magistrát města Hradce Králové). Rozvíjející se krajské město navštívil 24. května 1929 prezident republiky T. G. Masaryk. Tato etapa rozvoje města bývá často nazývána „Gočárův Hradec“. Na úspěších meziválečné výstavby Hradce Králové se podíleli také další významní architekti – Oldřich Liska (např. Městské lázně), Josef Fňouk (např. Novákovy garáže, dnes Palace Hradec Králové), Otakar Novotný (Palác Steinský-Sehnoutka, dnes ČSOB), Jan Rejchl (např. Sborové velitelství, dnes Lékařská fakulta UK), Václav Rejchl ml. (např. výpravní budova hlavního nádraží nebo krajský soud), Bohumil Sláma (monumentální kostel Božského srdce Páně). Velký podíl na úspěšné výstavbě města kromě významných architektů, stavitelů a osvícených starostů měla rovněž městská technická kancelář, která stavební činnost bezprostředně řídila.

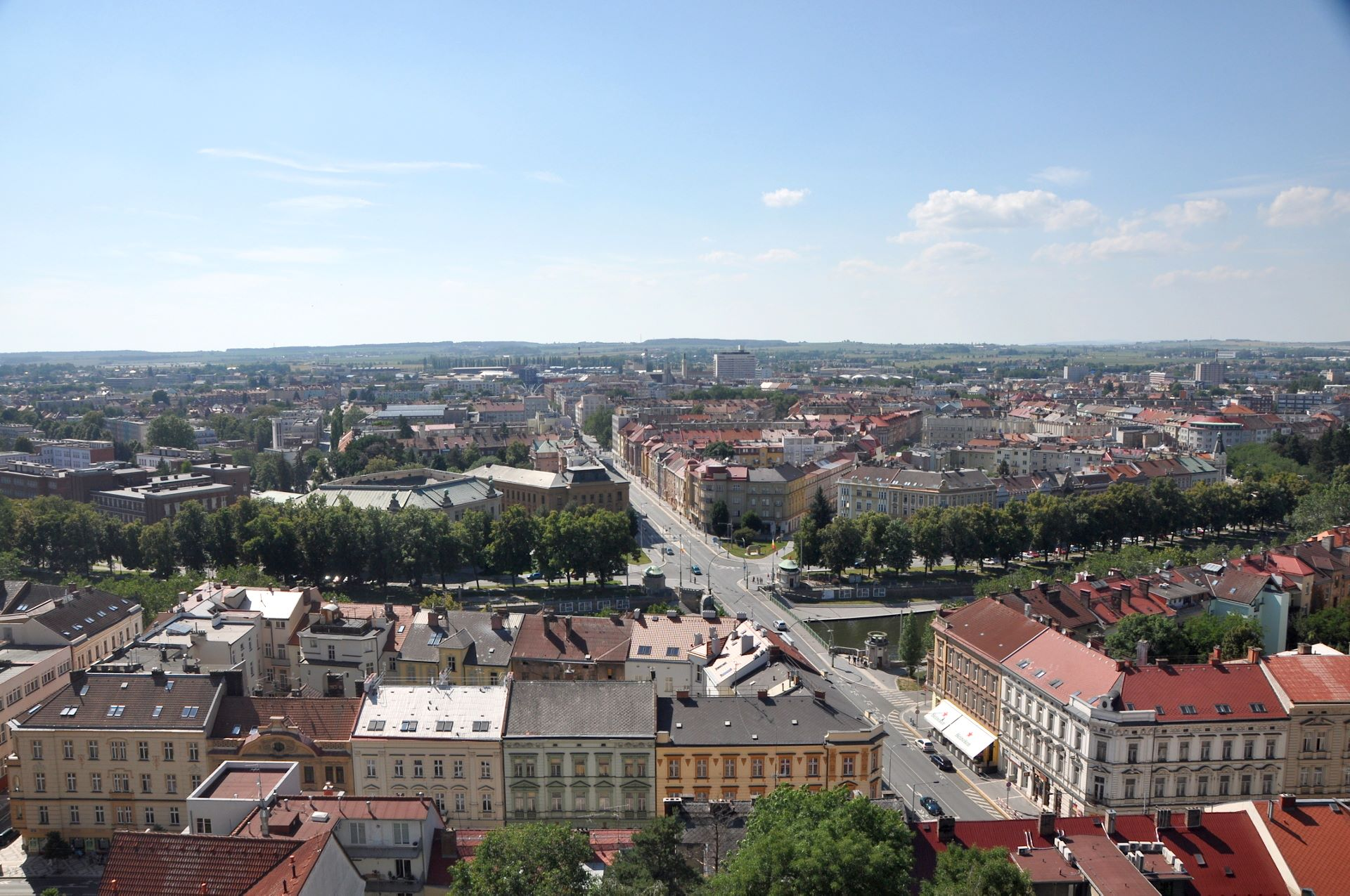
Pohled z Bílé věže na Pražské předměstí, 2017

Pokračoval průmyslový rozvoj města. Stávající závody se rozšiřovaly a vznikaly nové, jak to vyplývalo ze značného finančního obratu zdejších peněžních ústavů. Přibývaly nové školy, ústavy a úřady, komunikace, nové čtvrti. Státní orgány v Praze přiváděly do Hradce Králové pravidelně význačné hosty, takže dosud poměrně malé město získávalo věhlas a oprávněnou pověst „salonu republiky“.
Rozvoj města byl násilně přerušen druhou světovou válkou, v jejím průběhu však vznikl Velký Hradec Králové, německou správou spojený z obcí vzniklých v roce 1851. Po jejím skončení zůstal Hradec Králové stále hospodářským a kulturním centrem východních Čech, ovšem v naprosto odlišných politických a společenských podmínkách. Poválečné období socialismu ušlechtilé městské prostředí Hradce Králové nepoznamenalo tak negativně jako v jiných městech, neboť především na místní architekty působil genius loci s předválečnou architekturou a urbanismem. Přesto však výstavba Velkého Hradce Králové začala v nových politických a společenských podmínkách upadat do průměru. Urbanismus a architektura sídliště Slezské předměstí však náleží k nejlepším dobovým realizacím v Československu. Zvláště monotónní hromadná bytová výstavba Moravského předměstí s velkým měřítkem a panelovou technologií se začala vyčleňovat z tradičního obrazu města.
90. léta 20. století pak přinesla obnovu tradičních hodnot demokratické společnosti, individualismus v projektování a inspiraci světovou architekturou.

### Název
Nejstarší doložený název původně hradiště a sídla Přemyslovců (od konce 10. století), od 11.–12. století sídelního hradu Přemyslovců, je z roku 1073 (castrum Gradec), z čehož během 12. století vzniklo německé Grätz (k roku 1259 doloženo jako Gretz, 1352 Grecz). V češtině se díky hláskové změně g v h v první polovině 13. století vyvinulo v Hradec (staročeské hradec znamenalo „menší nebo vedlejší hrad“). Poté, co se již hrazené královské město stalo roku 1373 věnným městem českých královen, byl ke jménu připojován neshodný přívlastek Králové („manželka krále, královna vdova“).
V němčině se původní (der Stat) Khunigin Gracz (1557) nakonec zkrátilo na Königgrätz (Khuniggräcz, 1568), což je někdy mylně chápáno jako „králův hradec“ (německé König znamená „král“), ačkoli se jedná o posesivní genitiv královny. Německý tvar Königingrätz, morfologicky odpovídající českému názvu města Králové, se vyskytuje ještě na mapách kolem roku 1800 a někdy se používal ještě i hluboko v 19. století. Latinský název zní Hradecz regine (1373), Hradecz Reginae či Reginogradecium. Romsky je město nazýváno Hradecis.

### Pověsti

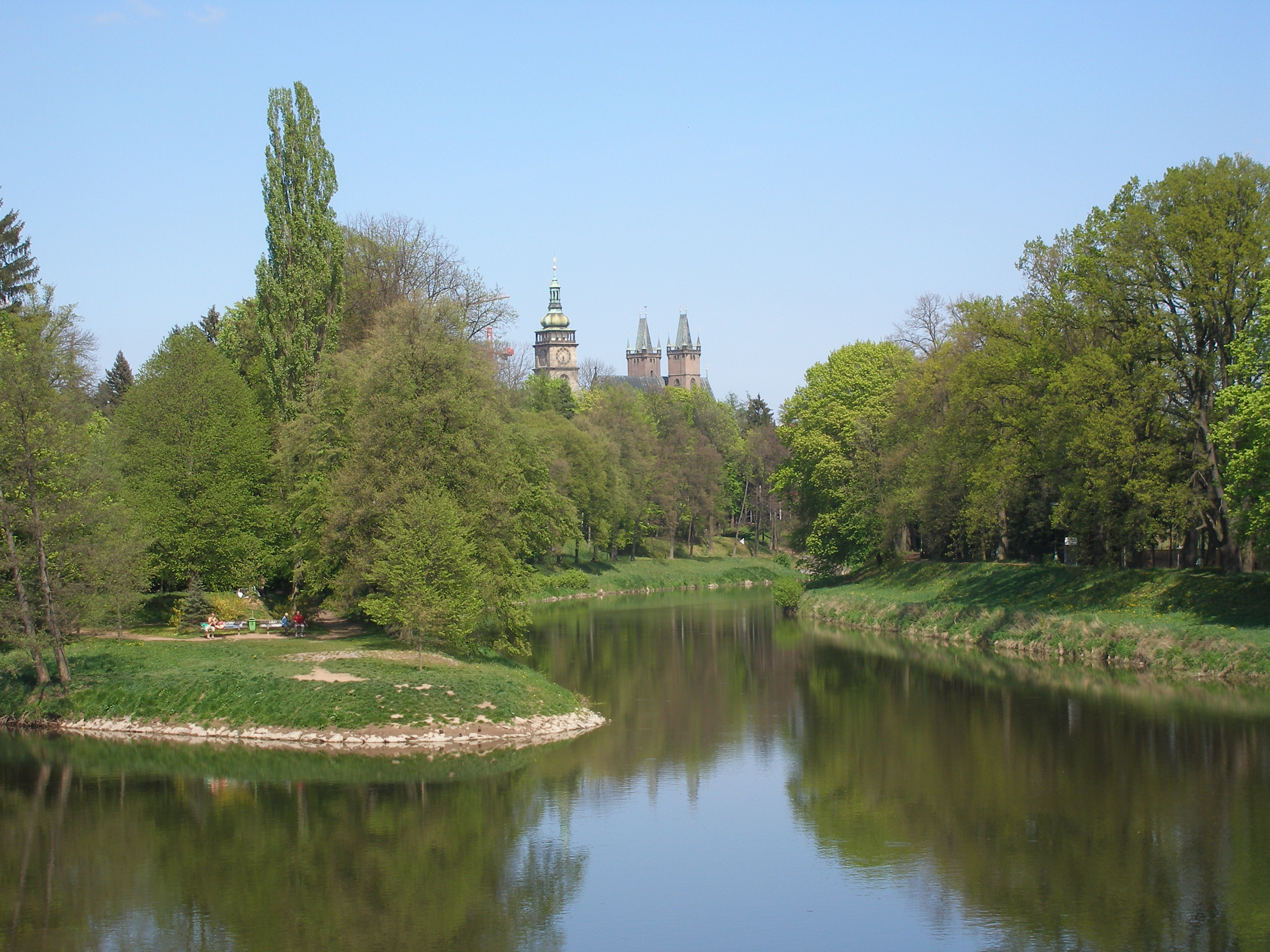
Soutok Labe s Orlicí, 2007

## Geografie
Hradec Králové se rozkládá na soutoku řek Labe a Orlice v jihozápadní části Královéhradeckého kraje východních Čech, přibližně na 15° východní zeměpisné délky a 50° severní šířky. Díky umístění v Polabské nížině patří Hradec do teplé klimatické oblasti s nadmořskou výškou nepřesahující 240 m n. m. a jeho okolí je tak, i díky kvalitní půdě, zemědělsky hojně využívané. Reliéf je rovinatý, není zde žádný výrazný kopec. V katastru města se rovněž nacházejí rozlehlé Hradecké lesy, známá přírodní památka Na Plachtě i několik rybníků a vodních ploch, např. rybníky Biřička, Cikán, Datlík, Roudnička, Stříbrný rybník, Jáma či ramena Starého Labe. Léta bývají v Hradci Králové horká a vlhká, zimy mírné a suché. Průměrná roční teplota se pohybuje okolo 10 °C s ročním průměrem srážek cca 600 mm. Sousedními obcemi sídla jsou Skalice, Běleč nad Orlicí, Světí, Blešno, Černilov, Lochenice, Praskačka, Předměřice nad Labem, Divec, Vysoká nad Labem, Všestary, Stěžery, Býšť, Opatovice nad Labem a Libišany.
| Hradec Králové – podnebí                                    | Hradec Králové – podnebí | Hradec Králové – podnebí | Hradec Králové – podnebí | Hradec Králové – podnebí | Hradec Králové – podnebí | Hradec Králové – podnebí | Hradec Králové – podnebí | Hradec Králové – podnebí | Hradec Králové – podnebí | Hradec Králové – podnebí | Hradec Králové – podnebí | Hradec Králové – podnebí | Hradec Králové – podnebí |
| Období                                                      | leden                    | únor                     | březen                   | duben                    | květen                   | červen                   | červenec                 | srpen                    | září                     | říjen                    | listopad                 | prosinec                 | rok                      |
| ----------------------------------------------------------- | ------------------------ | ------------------------ | ------------------------ | ------------------------ | ------------------------ | ------------------------ | ------------------------ | ------------------------ | ------------------------ | ------------------------ | ------------------------ | ------------------------ | ------------------------ |
| Průměrné denní maximum [°C]                                 | 0,2                      | 3,1                      | 8,5                      | 14,4                     | 19,5                     | 22,6                     | 24,5                     | 24,2                     | 20,2                     | 14,1                     | 6,6                      | 1,9                      | 13,3                     |
| Průměrné denní minimum [°C]                                 | −5,2                     | −3,3                     | −0,2                     | 3,9                      | 8,3                      | 11,4                     | 12,7                     | 12,6                     | 9,5                      | 5,0                      | 0,9                      | −3,0                     | 4,4                      |
| Průměrné srážky [mm]                                        | 24,6                     | 23,8                     | 24,4                     | 31,5                     | 61,0                     | 72,2                     | 63,7                     | 56,3                     | 37,6                     | 30,7                     | 37,4                     | 27,1                     | 490,3                    |
| Zdroj: Světová meteorologická organizace (UN) Listopad 2011 |                          |                          |                          |                          |                          |                          |                          |                          |                          |                          |                          |                          |                          |

Vzdálenost k vybraným městům:
| Růžice kompasu | Jičín (~43 km), Liberec (~83 km), Ústí nad Labem (~137 km)            | Trutnov (~39 km), Jelení Hora (~78 km), Legnica (~112 km)                | Náchod (~33 km), Valbřich (~69 km), Vratislav (~131 km) | Růžice kompasu |
| Růžice kompasu | Praha (~105 km), Karlovy Vary (~210 km), Cheb (~247 km), Aš (~259 km) | Sever                                                                    | Jeseník (~97 km), Opole (~157 km), Ostrava (~180 km)    | Růžice kompasu |
| Růžice kompasu | Praha (~105 km), Karlovy Vary (~210 km), Cheb (~247 km), Aš (~259 km) | Hradec Králové                                                           | Jeseník (~97 km), Opole (~157 km), Ostrava (~180 km)    | Růžice kompasu |
| Růžice kompasu | Praha (~105 km), Karlovy Vary (~210 km), Cheb (~247 km), Aš (~259 km) | Jih                                                                      | Jeseník (~97 km), Opole (~157 km), Ostrava (~180 km)    | Růžice kompasu |
| Růžice kompasu | České Budějovice (~169 km), Plzeň (~183 km), Domažlice (~226 km)      | Pardubice (~19 km), Jihlava (~91 km), Brno (~127 km), Břeclav (~172 km), | Olomouc (~127 km), Zlín (~171 km)                       | Růžice kompasu |

## Obyvatelstvo

### Počet obyvatel
Hradec Králové patřil k českým „stotisícovým městům“: stal se jím v roce 1987 a svého maxima dosáhl koncem roku 1990, kdy měl 101 272 obyvatel. Pak se ale zejména kvůli stěhování za město (suburbanizace) začal počet obyvatel snižovat, roku 1997 klesl pod statisícovou hranici. Podle sčítání lidu z roku 2011 měl už jen přes 94 tisíc obyvatel. Celá hradecko-pardubická aglomerace ale měla k roku 2019 celkem 340 423 obyvatel. Do vlastního města dojíždí přes 20 tisíc lidí za prací i za studiem.
Podle sčítání 1921 zde žilo v 547 domech 13 115 obyvatel, z nichž bylo 6 159 žen. 12 472 obyvatel se hlásilo k československé národnosti, 342 k německé a 7 k židovské. Žilo zde 9 149 římských katolíků, 686 evangelíků, 527 příslušníků Církve československé husitské a 314 židů. Podle sčítání 1930 zde žilo v 861 domech 17 819 obyvatel. 16 854 obyvatel se hlásilo k československé národnosti a 359 k německé. Žilo zde 10 991 římských katolíků, 1 219 evangelíků, 2 082 příslušníků Církve československé husitské a 425 židů. Hradec Králové v té době ale tvořilo jen dnešní centrum a od roku 1923 také katastrální území Věkoše, spolu s tehdy samostatnými předměstími, která však byla s vlastním městem úzce provázána (Pražské předměstí, Slezské předměstí, Kukleny, Malšovice a Pouchov). K roku 1930 žilo v takto vymezené aglomeraci celkem 34 517 obyvatel (po započtení Plotiště nad Labem a Svobodných Dvorů už 40 928).
| 1869  | 1880  | 1890  | 1900  | 1910   | 1921   | 1930   | 1950   | 1961   | 1970   | 1980   | 1991   | 2001   | 2011   | 2021   | 2022   |
| ----- | ----- | ----- | ----- | ------ | ------ | ------ | ------ | ------ | ------ | ------ | ------ | ------ | ------ | ------ | ------ |
| 5 493 | 8 166 | 7 816 | 9 767 | 11 065 | 13 115 | 17 819 | 44 809 | 55 136 | 77 541 | 95 588 | 99 917 | 97 155 | 94 314 | 92 683 | 90 596 |

### Struktura obyvatelstva

Věková struktura obyvatel obce Hradec Králové roku 2011
Rodinný stav obyvatel obce Hradec Králové roku 2011
Vzdělání obyvatel obce Hradec Králové roku 2011

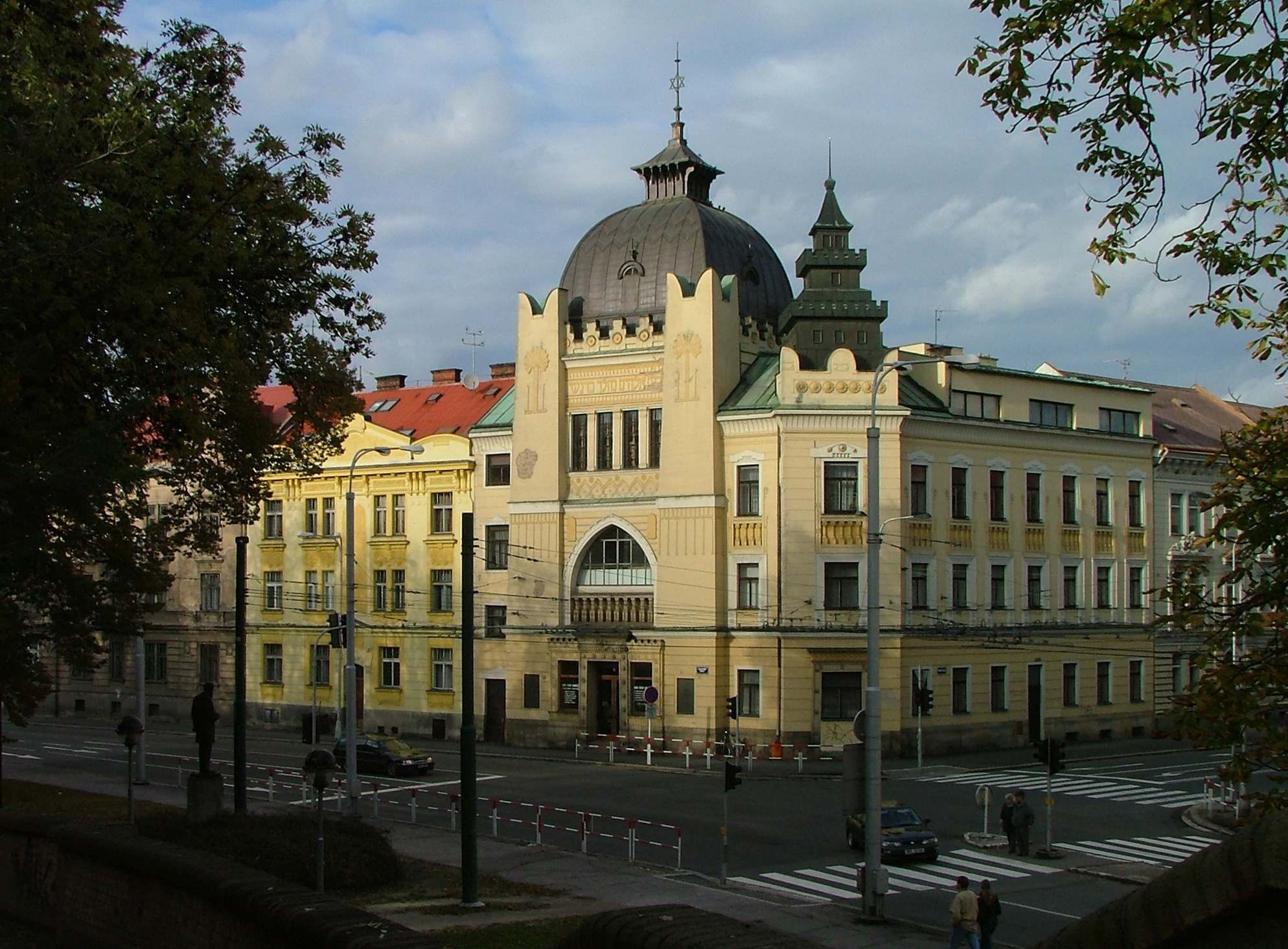
Královéhradecká synagoga

### Národnostní složení
| Česká              | 95 %   |
| Moravská           | 0,19 % |
| Slezská            | 0 %    |
| Slovenská          | 1,42 % |
| Německá            | 0,12 % |
| Polská             | 0,18 % |
| Romská             | 0,07 % |
| Nezjištěna a další | 3,0 %  |

### Náboženské vyznání
| Bez vyznání                      | 66,89 % |
| Věřící celkem                    | 21,21 % |
| Římskokatolická církev           | 15,86 % |
| Českobratrská církev evangelická | 1,33 %  |
| Církev čsl. Husitská             | 1,29 %  |
| Ostatní                          | 2,73 %  |
| Nezjištěno                       | 11,90 % |

Sestaveno dle statistik Sčítání lidu z roku 2001, kdy měl Hradec 97 155 obyvatel.

## Správa a členění města

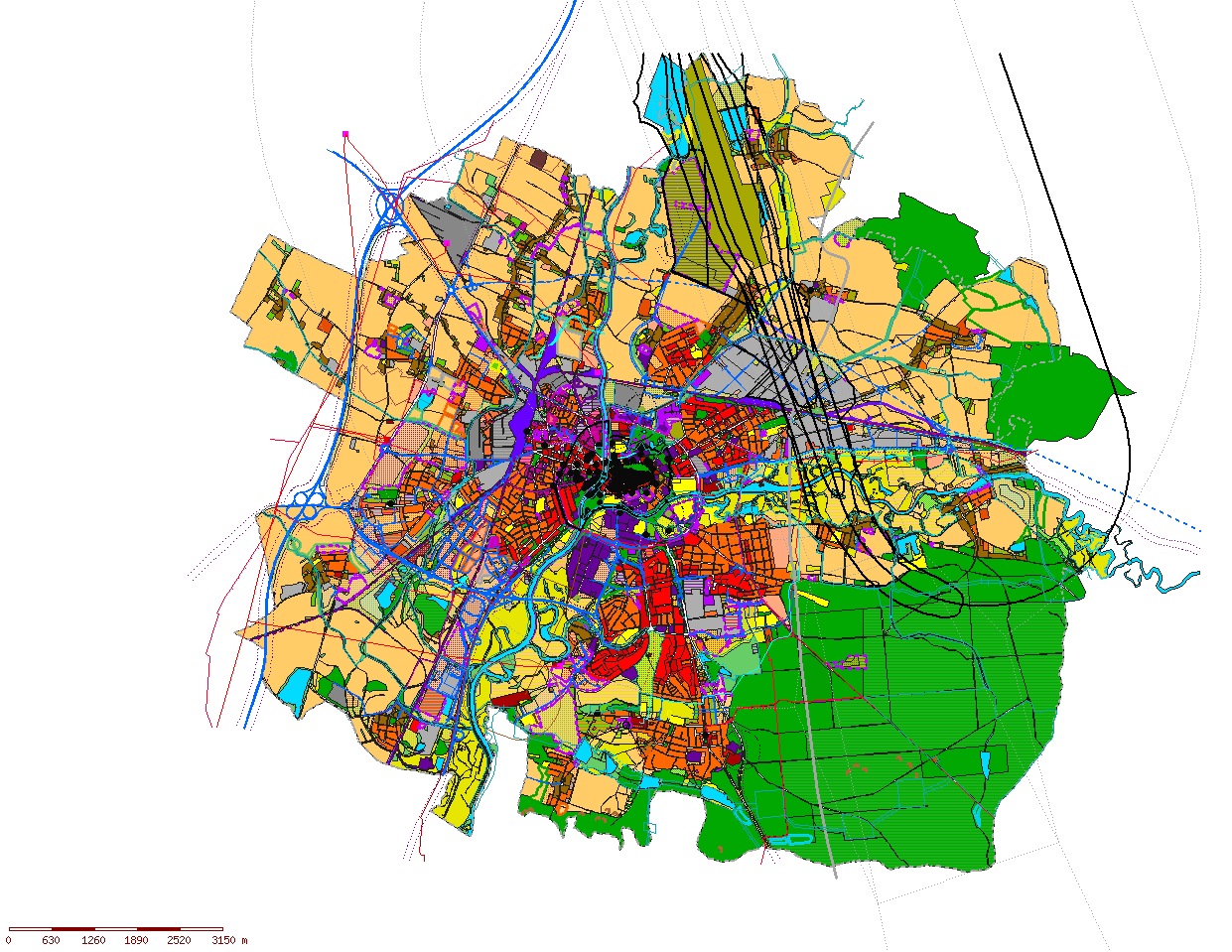
Územní plán města Hradec Králové

Po vzniku Velkého Hradce Králové v protektorátním období (katastrální území Hradec Králové, Pražské Předměstí, Kukleny, Svobodné Dvory, Plotiště nad Labem, Plácky, Věkoše, Pouchov, Slezské předměstí, Malšovice, Třebeš, Nový Hradec Králové a Kluky) se některé obce později opět osamostatnily. V roce 1971 se ale k Hradci Králové znovu připojily Plačice, Plácky, Plotiště nad Labem, Pouchov, Svobodné Dvory a Věkoše. Dále v roce 1980 Březhrad, Malšova Lhota, Roudnička, Rusek včetně Piletic a Slatina. Zatím poslední připojení obce k městu proběhlo v roce 1985 připojením Svinar.
Hradec Králové se od té doby skládá z 21 místních částí a 21 katastrálních území, která však nejsou zcela totožná: katastrální území Kluky spadá do místní části Nový Hradec Králové a místní část Moravské Předměstí leží v katastrálním území Třebeš. Hradec Králové patří (spolu s Olomoucí, Českými Budějovicemi a zčásti také Libercem) k největším statutárním městům v Česku, která nejsou rozčleněna na samosprávné městské části ani obvody. Pouze jako iniciativní a poradní orgány zde působí celkem 25 komisí místní samosprávy, jejich územní působnost se však od vymezení místních částí odlišuje (nejvýraznější odlišnosti viz seznam níže).

### Katastrální území a místní části

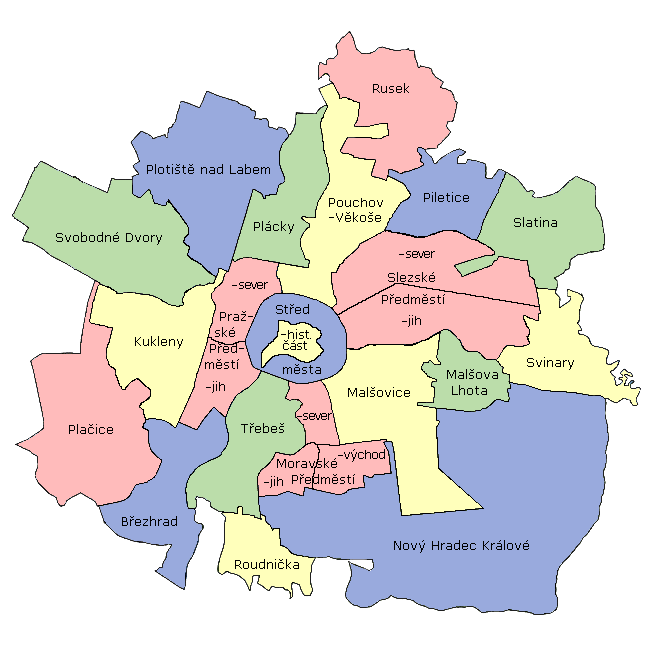
Komise místní samosprávy Hradce Králové

Katastrální území Hradce Králové

- Hradec Králové (3,45 km²); komise místní samosprávy Střed města a Střed města – historické centrum
- Březhrad (2,80 km²)
- Kluky (1,31 km²), katastrální území spadající do části Nový Hradec Králové
- Kukleny (4,03 km²), včetně bývalé osady Temešvár I
- Malšova Lhota (1,94 km²)
- Malšovice (k. ú. Malšovice u Hradce Králové, 2,37 km²), včetně bývalých osad Náhon a Zámostí
- Moravské Předměstí, místní část ležící v katastrálním území Třebeš; komise místní samosprávy Moravské Předměstí – jih (komise Moravské Předměstí – sever a Moravské Předměstí – východ působí v částech Nový Hradec Králové a Třebeš)
- Nový Hradec Králové (24,74 km²), místní část zahrnuje katastrální území Nový Hradec Králové a Kluky
- Piletice (3,03 km²)
- Plácky (1,68 km²)
- Plačice (7,31 km²)
- Plotiště nad Labem (6,44 km²), včetně bývalé osady Kobylí Doly
- Pouchov (2,48 km²); komise místní samosprávy Pouchov – Věkoše
- Pražské Předměstí (4,94 km²), včetně bývalých osad Farářství, Šosteny a Temešvár II; komise místní samosprávy Pražské Předměstí – jih a Pražské Předměstí – sever
- Roudnička (2,12 km²)
- Rusek (4,78 km²)
- Slatina (k. ú. Slatina u Hradce Králové, 4,11 km²)
- Slezské Předměstí (7,62 km²); komise místní samosprávy Slezské Předměstí – jih a Slezské Předměstí – sever
- Svinary (3,42 km²), včetně bývalé osady Svinárky
- Svobodné Dvory (6,94 km²), včetně bývalých osad Bohdanečské Dvory, Cihelna a Klacov
- Třebeš (4,63 km²), včetně bývalých osad Kopec Svatého Jana a Lhota pod Strání; katastrální území Třebeš zahrnuje kromě stejnojmenné místní části i místní část Moravské Předměstí
- Věkoše (5,54 km²), včetně bývalé osady Správčice; komise místní samosprávy Pouchov – Věkoše

### Správní území
Hradec Králové je krajským městem a také obcí s rozšířenou působností a pověřeným obecním úřadem. Královéhradecký kraj má rozlohu 4759 km² a žije v něm zhruba 550 tisíc obyvatel. Okres Hradec Králové se skládá ze 104 obcí, správní obvod obce s rozšířenou působností z 81 obcí.

### Instituce
Statutární město je řízeno magistrátem, primátorem města je Pavlína Springerová (od r. 2022; předtím Alexandr Hrabálek, který místo převzal v roce 2018 od Zdeňka Finka). V radě města jsou zastoupeny strany a uskupení: Hradecký demokratický klub s TOP 09, ODS, Piráti, Rozvíjíme Hradec a Změna pro Hradec se Zelenými. Rada města vychází ze zastupitelstva města, které je voleno občany města každé čtyři roky.
Z oblasti justice ve městě působí jak okresní soud, tak krajský soud, oba s příslušnými státními zastupitelstvími, navíc s vazební věznicí. Působí zde dále krajské ředitelství Policie České republiky, včetně tří obvodních oddělení, i vlastní městská policie. Pro celý obvod krajského soudu je zde zřízena notářská komora.
Hradec Králové je sídlem biskupů královéhradecké diecéze církve katolické i československé husitské. Vysílá odtud studio Českého rozhlasu, z významných celostátních institucí, které sídlí v Hradci Králové, lze také např. jmenovat Lesy České republiky, Povodí Labe nebo Institut posuzování zdravotního stavu.

## Hospodářství

### Průmysl
S městem Hradec Králové je neodmyslitelně spjat průmyslový areál ZVU rozkládající se v městské části Kukleny. Jednou ze společností nacházejících se v prostorách areálu je i strojírna ZVU Strojírny, jejíž kořeny sahají až do roku 1869, kdy byla založena „První česká akciová strojírna“. V současné době ZVU Strojírny a.s. zaměstnává více než 500 zaměstnanců. Výrobní program společnosti je zaměřen na dodávky aparátů pro chemický, petrochemický, potravinářský, energetický a farmaceutický průmysl. Mezi poslední velké projekty společnosti patří výstavba průmyslového pivovaru „na klíč“ o kapacitě 500 000 hl/rok v Gruzii, oblast Saguramo, nebo pivovar za 700 milionů Kč v Etiopii.
Tradiční výrobce pian Petrof sídlí v ulici Na Brně. Na ulici Bratří Štefanů sídlí firma Glatt Pharma, která se specializuje na výrobu z nerezové oceli, zejména pro farmaceutický průmysl. Firma je součástí Glatt Group, významného dodavatele strojů a technologií pro farmaceutický průmysl. Na letišti v Pouchově sídlí firma TL-Ultralight, výrobce a exportér ultra lehkých sportovních letadel.

### Cestovní ruch
Hradec Králové je jedním z turistických center Královéhradeckého kraje. Jeho nejčastějšími návštěvníky jsou zejména Němci, Britové, Američané a Poláci.
I díky velkému množství turistů je ve městě několik hotelů, zejména stojí za připomenutí Amber Hotel Černigov naproti hlavnímu nádraží v centru dopravního terminálu, hotel EA Tereziánský dvůr v blízkosti historického centra města, hotel Alessandria na Slezském Předměstí, hotel Stadion spojený se zimním stadionem hokejového klubu Mountfield HK. Dále pak Boromeum residence v historické části starého města, nebo o několik metrů vedle hotel U královny Elišky nebo Nové Adalbertinum, které jako bývalá jezuitská kolej samo tvoří jednu z dominant Velkého náměstí.
Samo město turisty láká, kromě jedinečného panoramatu na starém městě, kde se setkává několik stavebních slohů, i díky botanické zahradě léčivých rostlin, obřímu akváriu či díky zábavě zprostředkované např. aquacentrem. Lze také navštívit chráněné území Orlice či Hradecké lesy. Město je též důležitým uzlem turistů pokračujícím za zimními sporty. Nedaleko od něj se totiž nachází nejvyšší pohoří Krkonoše či Orlické hory.

## Společnost

### Školství

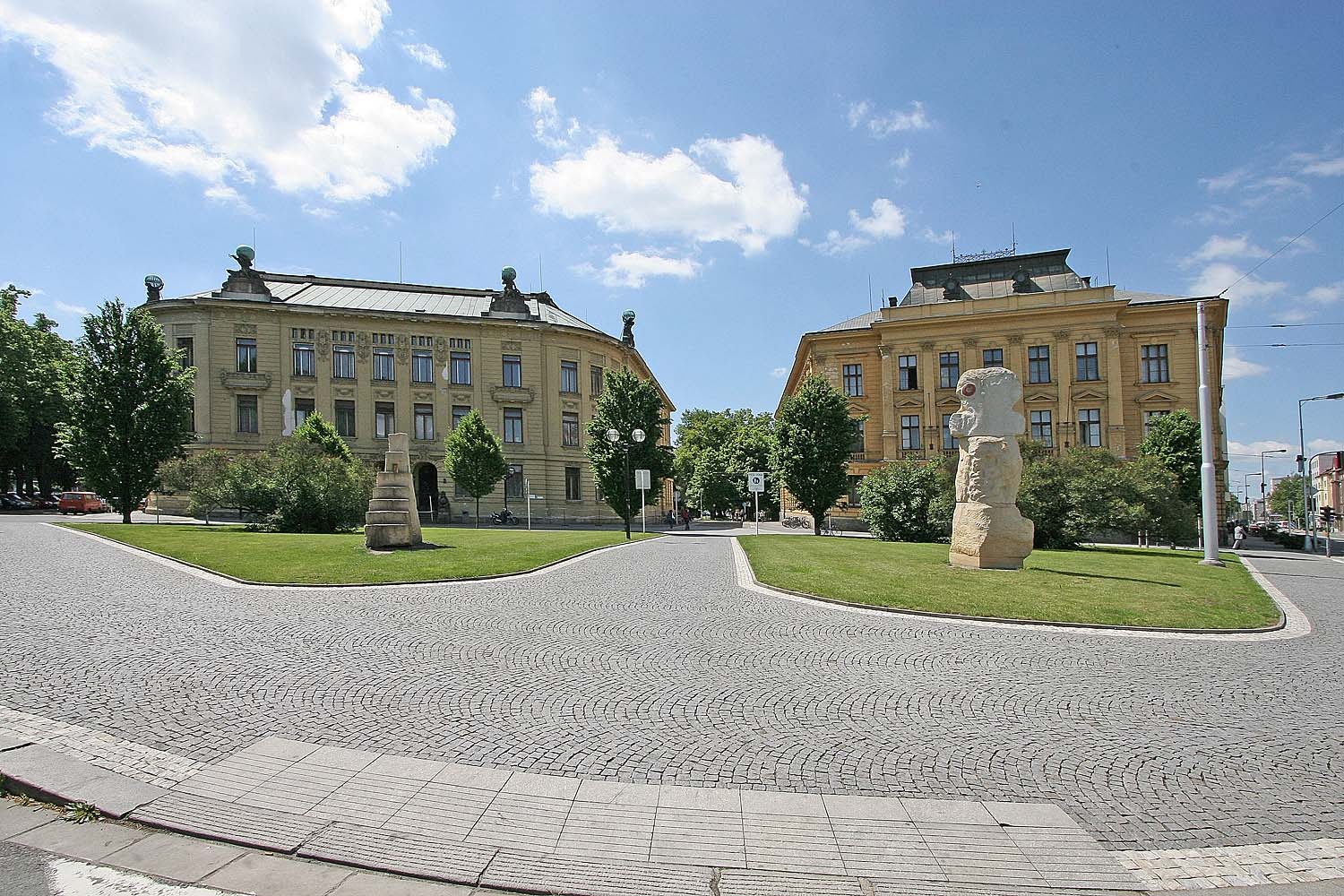
Pedagogická fakulta (vlevo) a Filozofická fakulta (vpravo) Univerzity Hradec Králové, 2007

Hradec Králové je univerzitní město: působí v něm Univerzita Hradec Králové se čtyřmi fakultami a jedním ústavem, dále Lékařská fakulta a Farmaceutická fakulta Univerzity Karlovy a Vojenská lékařská fakulta Univerzity obrany.
Působí zde tři významná gymnázia s dlouhou vzdělávací tradicí: Gymnázium J. K. Tyla, Gymnázium Boženy Němcové a Biskupské gymnázium (dříve Bohuslava Balbína) s historickou návazností na dávné zdejší jezuitské školy. Čtvrtým gymnáziem je První soukromé jazykové gymnázium. Dále je ve městě okolo deseti odborných škol, mezi něž patří Obchodní akademie, Střední průmyslová škola, Střední odborná škola veterinární či soukromá Střední škola aplikované kybernetiky.

### Kultura a zábava

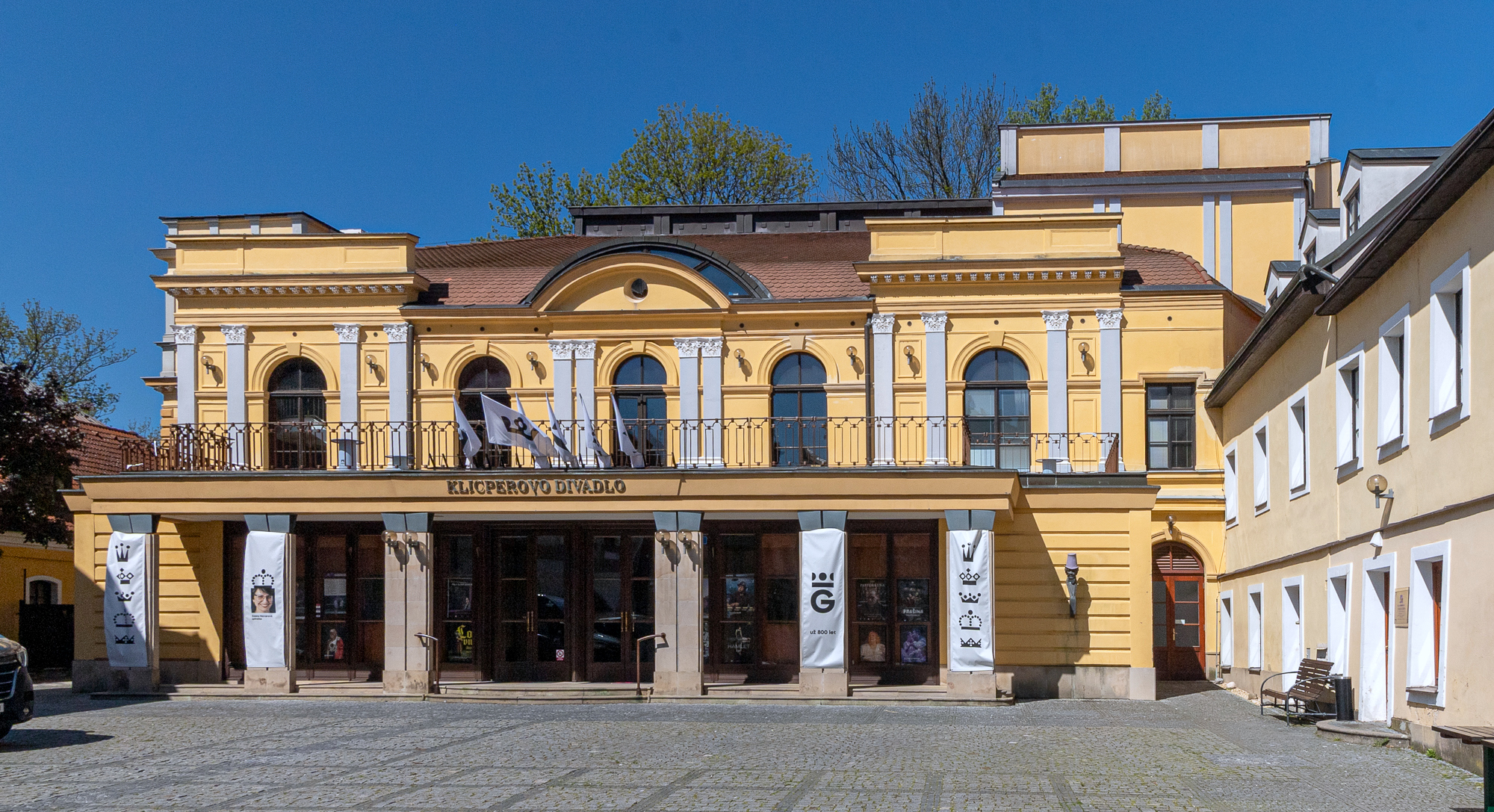
Klicperovo divadlo v centru města, 2025

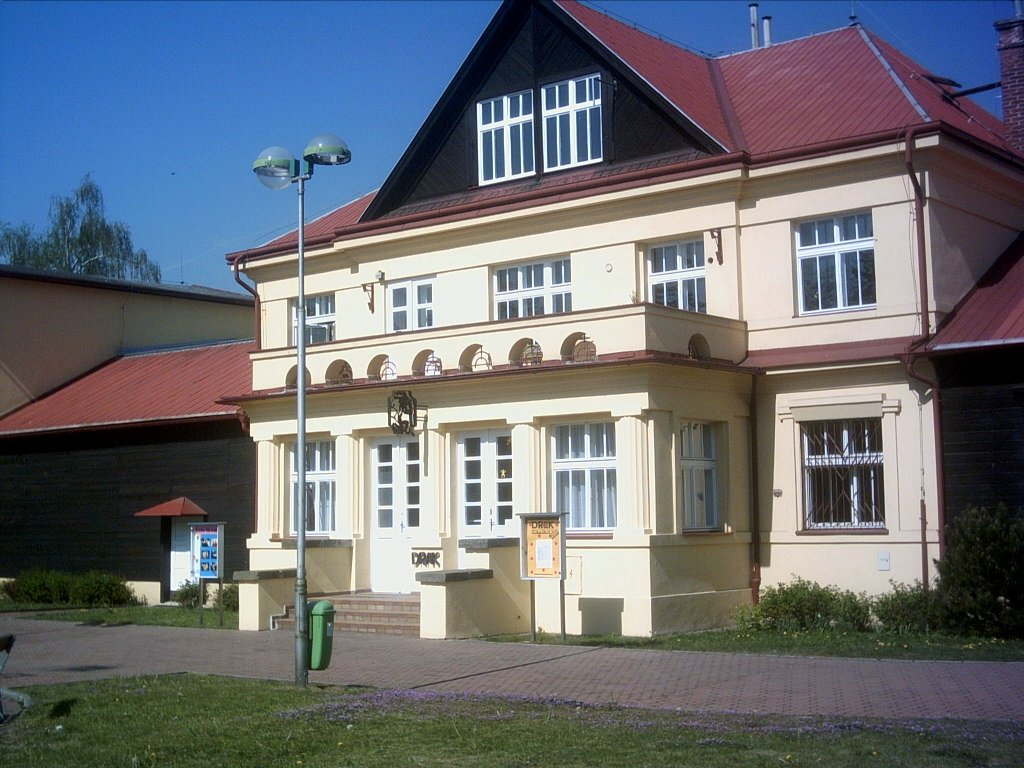
Loutkové divadlo Drak v centru města, 2007

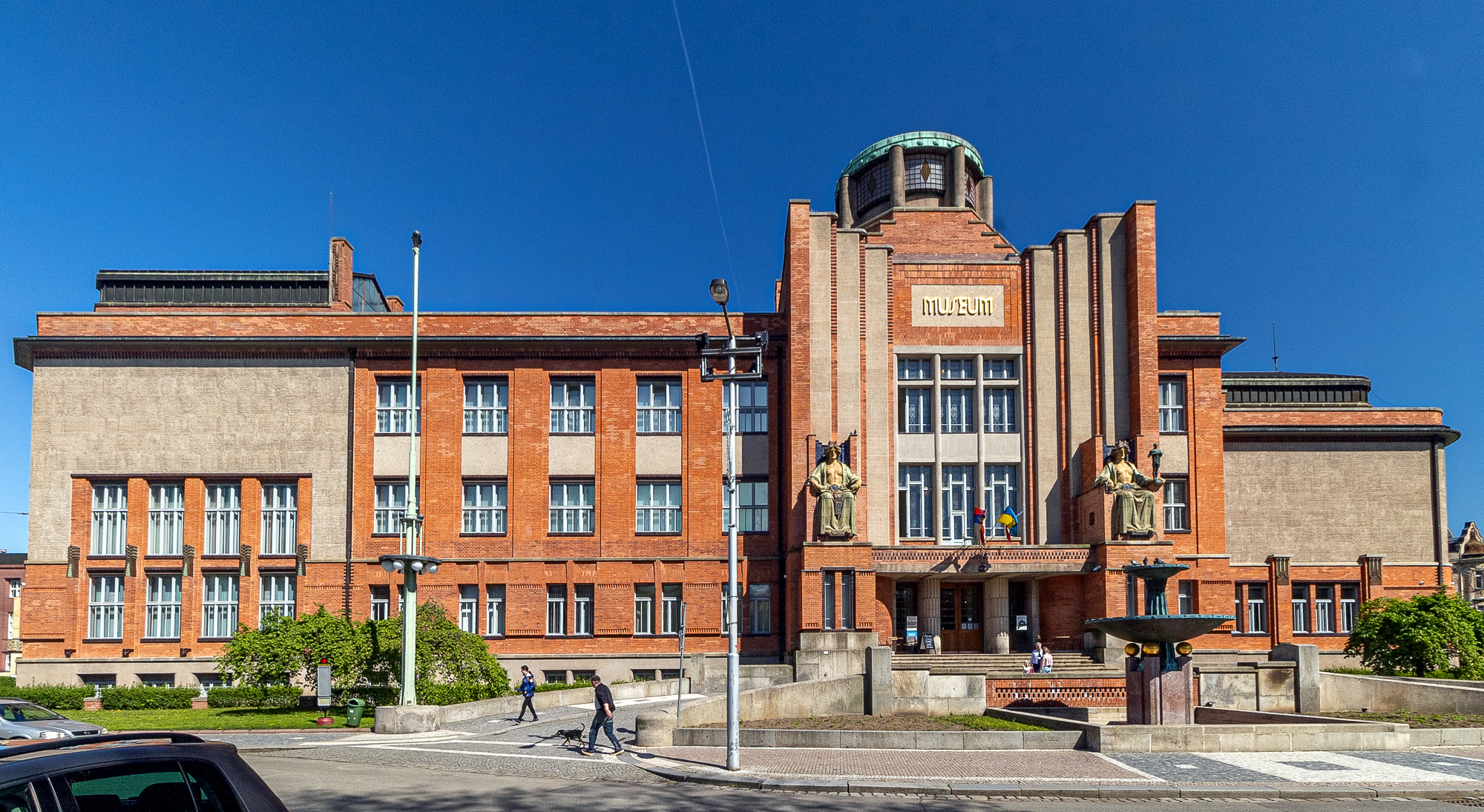
Historická budova Muzea východních Čech v Hradci Králové, 2025

Z umění nabízí metropole několik divadel (Klicperovo divadlo, Adalbertinum, loutkové Divadlo Drak), kin (Centrál, letní kino Širák, multikino Cinestar), filharmonii, Galerii moderního umění, Muzeum východních Čech či Zahrádkářské muzeum. Navštívit lze i vědeckou knihovnu, městskou knihovnu nebo místní hvězdárnu a planetárium.

#### Festivaly
- Mezinárodní divadelní festival Regiony – vyvrcholení divadelní sezony
- Čekání na Václava – „festival velkých malých divadel“
- Jazz goes to town – nejprestižnější z tuzemských i evropských jazzových festivalů
- Hudební fórum – festival moderní vážné hudby
- Majáles – studentský festival
- Rock for People – jeden z největších hudebních festivalů v ČR
- Truckfest – největší mezinárodní setkání autodopravců se spanilou projížďkou městem
- Gastro Hradec – mistrovství republiky kuchařů a cukrářů i přehlídka kuchařského a cukrářského umění,
- Febiofest – filmový festival, v Hradci se v Cinestaru konají jeho Ozvěny
- Entrée k tanci – festival taneční a pohybové tvorby
- Setkání s folklórem – festival pořádaný domácím folklórním souborem Kvítek
- Hradecká Odette – festival tance a mezinárodní taneční soutěž

#### Slavnosti
- Slavnosti bitvy u Hradce Králové 1866
- Slavnosti královny Elišky

### Oblast sociálně-zdravotní
Hradec Králové se řadí dlouhodobě mezi města s vynikající kvalitou života a vynikající sociální situací (viz např. ocenění MPSV ČR Obec přátelská rodině 2018, 2012, 2009, 2008, úspěch v soutěži Mastercard Česká karta rozvoje 2011, 2010 nebo Cena sociálních služeb Královéhradeckého kraje 2011). V Hradci Králové působí Fakultní nemocnice Hradec Králové – jedno z největších zdravotnických zařízení nejen ve východních Čechách, ale i v celé České republice. Pilíře sociální oblasti v Hradci Králové tvoří krajská příspěvková organizace Domov u Biřičky (zajišťující služby domova pro seniory a domova se zvláštním režimem) a bohatá síť privátních poskytovatelů sociálně-zdravotních služeb. Potřebnost a dostupnost sociálních a souvisejících služeb je dána oficiálním rozvojovým dokumentem, který vzniká na principu komunitního plánování. Statutární město Hradec Králové zřizuje příspěvkovou organizaci Dětský denní rehabilitační stacionář zabývající se komplexní poradenskou činností a rehabilitační péčí o děti s poruchami hybnosti a opožděným psychomotorickým vývojem. Mezi organizační složky odboru sociálních věcí a zdravotnictví patří městské jesle. Významná pozornost je věnována prevenci kriminality.

### Sport

#### Sportoviště
- Malšovická aréna – domovské hřiště klubu FC Hradec Králové.
- ČPP Aréna a druhá ledová plocha – stadion klubu Mountfield HK
- Aquacentrum Hradec Králové – propojené budovy plaveckého a zábavního bazénu
- Víceúčelová sportovní hala Třebeš – nový projekt magistrátu o vybudování sportovního střediska
- Celoroční koupaliště Flošna – nový multiplex bazénů
- Sokol Hradec Králové – atletický klub Sokol na Eliščině nábřeží
- Armádní sportovní střelnice v Malšovicích – jedna z nemnoha vrcholných střelnic pro brokové disciplíny v ČR
- CzechRing – Autodrom Hradec Králové

#### Sportovní kluby
- DFC Slavia Hradec Králové – ženský fotbalový klub
- DTJ Hradec Králové – oddíl stolního tenisu
- Florbal Hradec Králové – florbalový klub
- FBC Sion Hradečtí lvi – florbalový klub
- FC Hradec Králové – fotbalový klub
- FC Olympia Hradec Králové – fotbalový klub
- HBC Autosklo H.A.K. HK – hokejbalový klub
- HK Hradec Králové – házenkářský
- Hradec Králové Dragons – klub amerického fotbalu
- HSK cycling team – cyklistický klub
- Mountfield HK – hokejový klub
- OK99 – klub orientačního běhu
- PK Hradec Králové – plavecký klub
- RLC Slavia Hradec Králové – klub rugby league
- ŠK ORTEX-RETA Hradec Králové – šachový klub
- Slavia Hradec Králové – volejbal
- Slavia Hradec Králové – pozemní hokejový klub
- Slavia Hradec Králové – vodní pólo
- SK Karate Spartak Hradec Králové – karate
- Sokol PP Hradec Králové 2 – basketbalový klub mužů
- SSK Třebeš – sportovní střelecký klub Třebeš
- TJ Lokomotiva Hradec Králové – fotbalový klub
- TJ Slavia Hradec Králové – oddíl volejbalu chlapců a mužů
- TJ Sokol Hradec Králové – kanoistický oddíl
- TJ Sokol VČP Hradec Králové – basketbal
- TK TŠ KROK Hradec Králové – taneční klub

## Pamětihodnosti

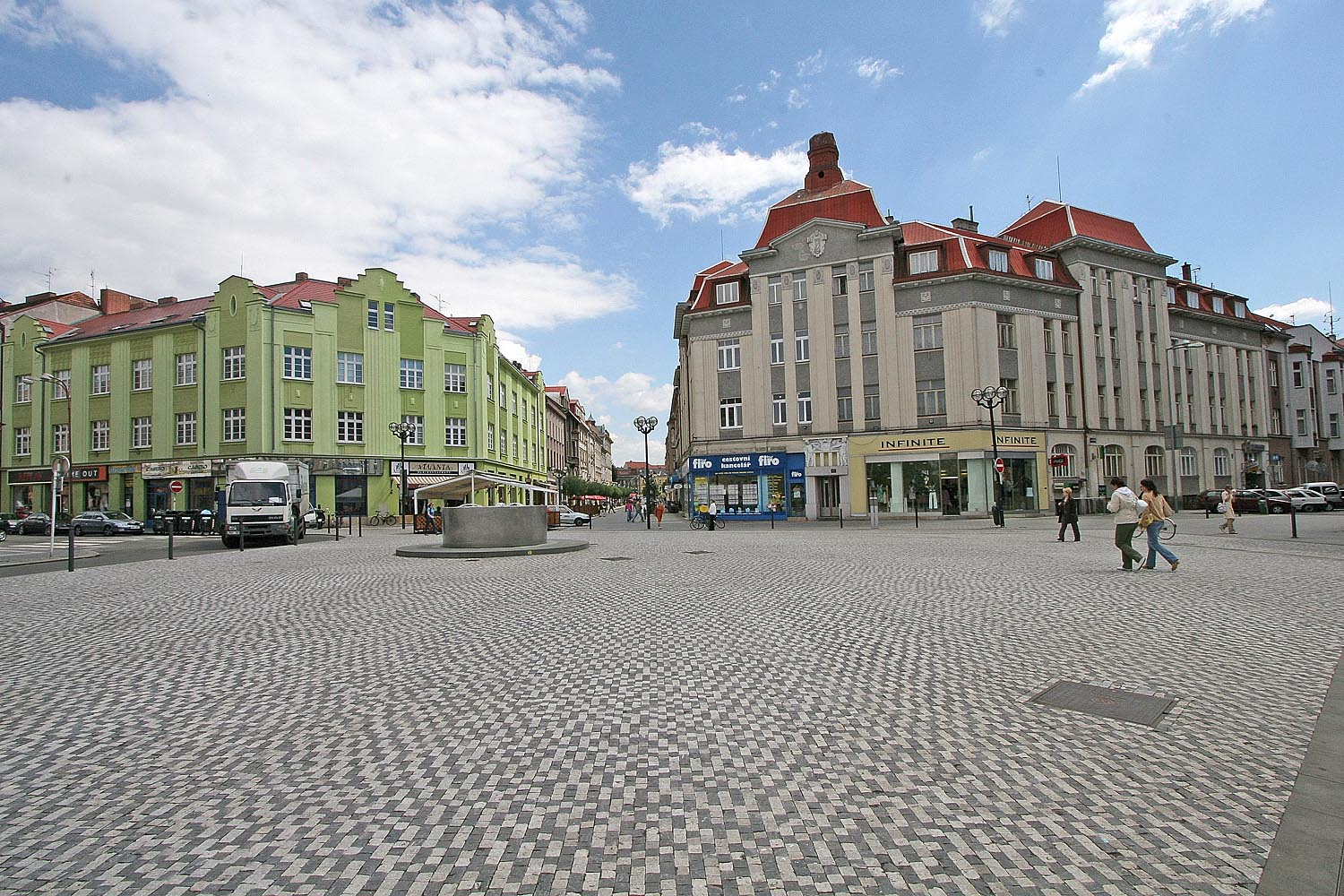
Masarykovo náměstí, 2007

Město je proslulé moderní výstavbou a dokonce mu bylo přisouzeno označení Salon republiky. Počátky této intenzivní práce významných architektů patří Janu Kotěrovi, autorovi secesní budovy muzea Východních Čech. Po první světové válce se pak stává vůdčím architektem města Josef Gočár, jemuž vděčí za vznik mnoha staveb nové části města, mezi jinými budova Ředitelství drah na Ulrichově náměstí (dnes Krajské ředitelství Policie ČR), úprava Masarykova náměstí s pomníkem prezidenta, komplex škol na Tylově nábřeží (dnešní Gymnázium J. K. Tyla a přilehlá bývalá základní škola), areál budov Sboru kněze Ambrože Církve československé husitské, budova Magistrátu na třídě ČSA.

## Doprava

#### Silniční doprava
Hradec Králové vznikl na důležité křižovatce cest, které později nahradily silnice. Přímo městem procházejí silnice první třídy I/11, I/35 a I/37. Silnice I/31 tvoří městský okruh. Podél okraje města vedou dálnice D11 a D35, silnice I/37 je v úseku mezi Hradcem Králové a Pardubicemi značena jako silnice pro motorová vozidla. Okrajovými částmi Hradce Králové procházejí silnice druhé třídy II/308 a II/324 a evropské mezinárodní silnice E67 a E442. V budoucnu by měly být všechny silnice první třídy převedeny na dálnice nebo obchvaty a tranzitní provoz úplně vyloučen z městských ulic.

#### Dálková autobusová doprava

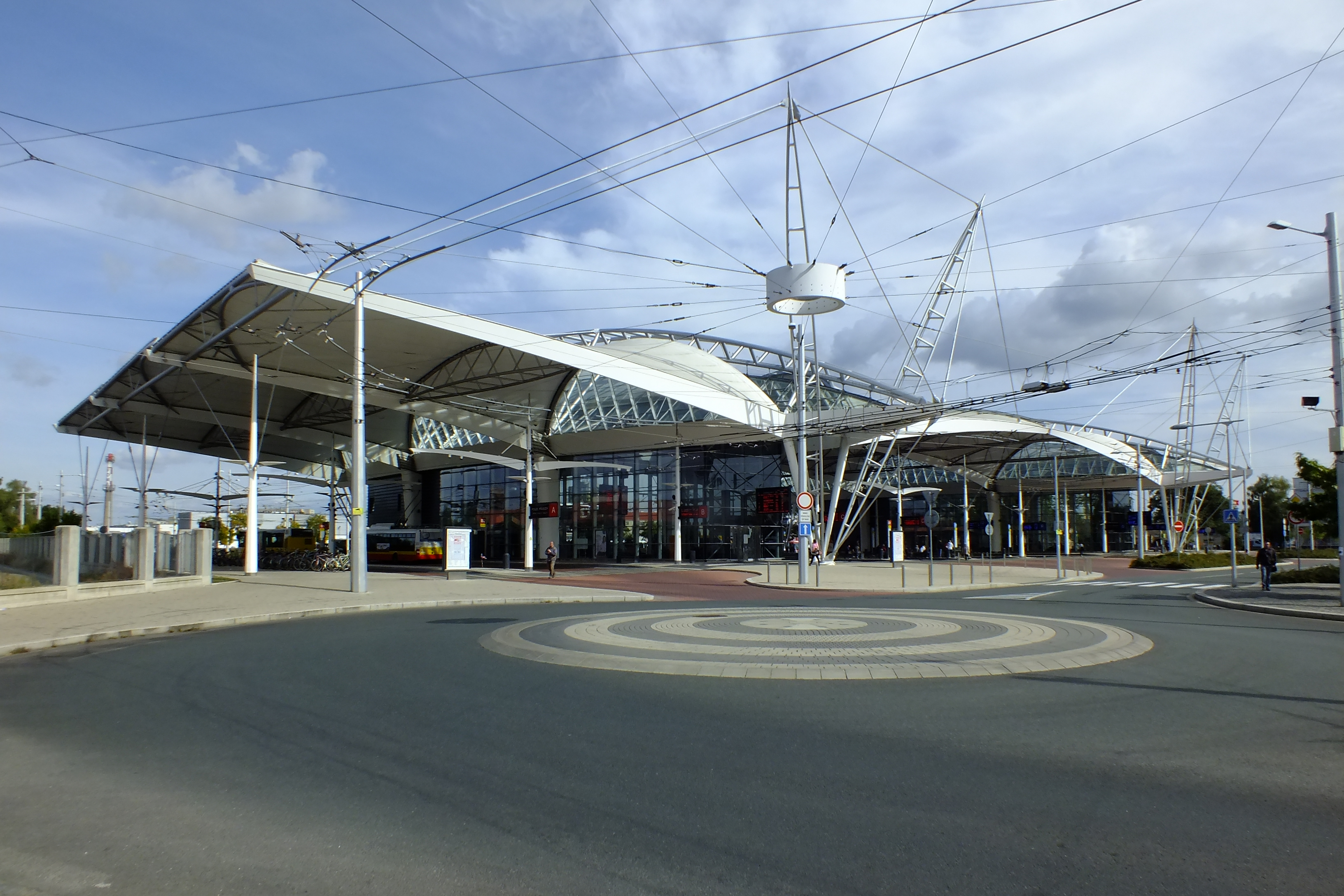
Terminál hromadné dopravy, 2015

Na rozdíl od sousedních Pardubic (které leží na železničním koridoru) je Hradec Králové významným bodem v autobusové dopravě mezi Polskem a zbytkem České republiky. Stejně jako jiná krajská města je důležitým dopravním uzlem ve svém kraji, podstatná je pro kraj hlavně doprava mezi hlavním městem Prahou, která je vedena po dálnici D11, a sousedním městem Pardubice.

#### Městská hromadná doprava

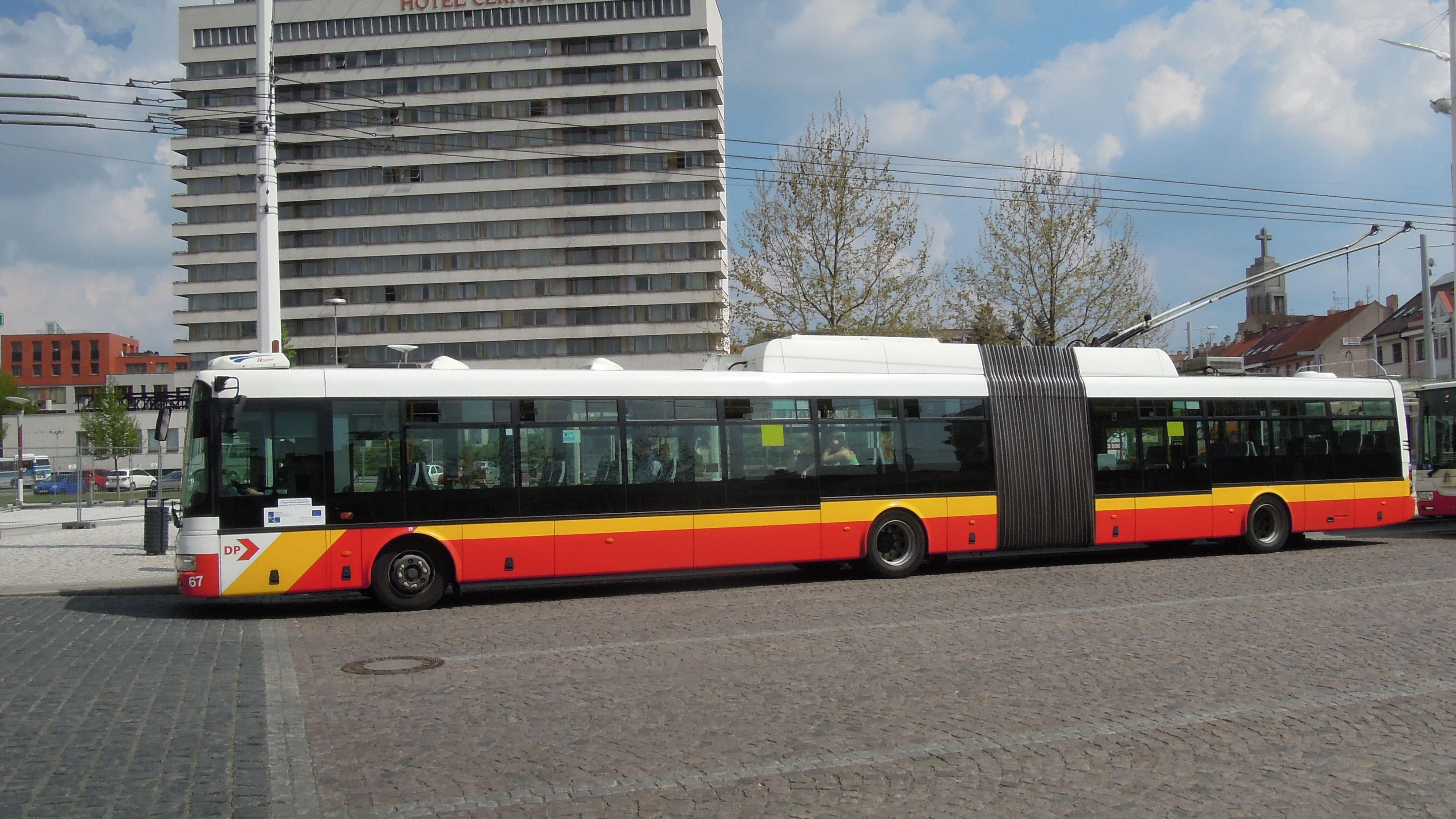
Trolejbus Škoda 31Tr na Riegrově náměstí před budovou hlavního nádraží v Hradci Králové, 2014

Dopravní podnik města Hradce Králové denně přepraví několik desítek tisíc lidí po celém území města i do okolních obcí.
Po Hradci Králové jezdí 44 linek městské hromadné dopravy, z čehož jsou čtyři noční autobusové linky, čtyři rychlíkové, osm školních. Zbytek, 20 linek městské autobusové dopravy a 8 linek trolejbusové dopravy, jezdí obyčejné pravidelné jízdy podle jízdních řádů dopravního podniku města po celý den. O čísla linek MHD se dělí jak autobusová doprava, tak trolejbusy (v minulosti plánované tramvaje nebyly zavedeny). Síť MHD je rozdělena do dvou tarifních pásem, to druhé však zahrnuje pouze okolní obce Charbuzice, Předměřice nad Labem, Lochenice, Stěžery, Stěžírky, Vysokou nad Labem a Běleč. Zbytek sítě MHD se nachází v prvním tarifním pásmu.
V roce 2006 byl v Hradci Králové zaveden čipový odbavovací systém. Prvním druhem karty je časová: na jeden týden, měsíc, čtvrt roku, půl roku nebo rok. Druhou je kuponová, kdy si je nutno do karty dobít kredit u automatů či v kancelářích dopravního podniku. Při této variantě je však nutné označit každý nástup do dopravního prostředku na čtečce karet u dveří. Pro zvýhodněnou cenu při přestupu nebo jízdě jen na 1–2 zastávky je třeba označit i výstup.
Papírové jízdenky, které je možné zakoupit v trafikách a na informačních centrech, se označují mechanickým strojkem u předních dveří. V průbehu roku 2023 je plánována obměna odbavovacího systému, která mimo jiné přinese možnost platby jízdného bezkontaktní platební kartou v každém voze MHD.
Dále v Hradci Králové začal od 5. července 2008 fungovat nový terminál MHD i vnitrostátních a mezinárodních autobusových linek, na který město čekalo přes dvacet let. Je to jeden z nejmodernějších terminálů v Česku. Terminál je tvořen nástupišti A–J, přičemž nástupiště A–D patří MHD a nástupiště E–J spojům vnitrostátní i mezinárodní autobusové dopravy. Celý vzniklý nový komplex se nachází asi 300 metrů severně od hlavního nádraží v Hradci Králové. Přeprava cestujících od terminálu HD před nádražní halu na Riegrově náměstí je ve vozech MHD zajištěna obousměrně zdarma. Nový komplex disponuje moderní čekárnou a pizzerií v jedné budově, ve druhé budově nového terminálu je též moderní čekárna s restaurací s 80 místy. Na digitálním panelu jsou zde viditelné i odjezdy spojů z vlakového nádraží.

#### Železniční doprava

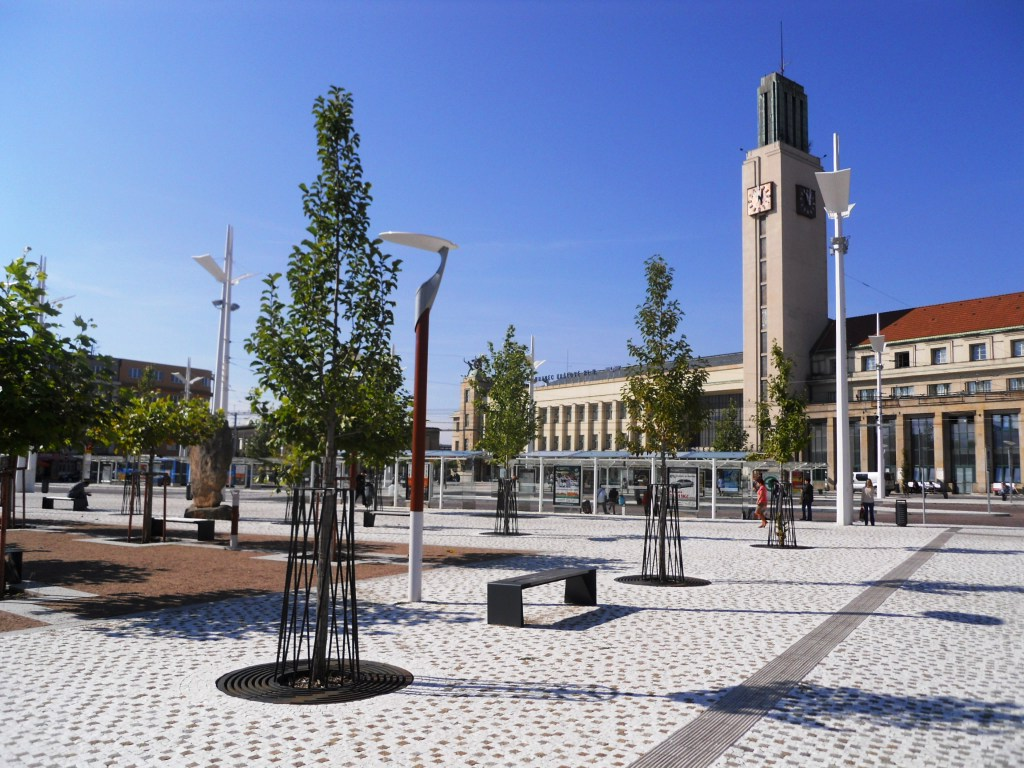
Riegrovo náměstí a Hlavní nádraží, 2010

Hradec Králové má přímé železniční spojení do Prahy a Chocně (trať 020), do Pardubic a Liberce (trať 031) a do Turnova (trať 041). Na jeho území je celkem pět stanic – největší a nejznámější je Hradec Králové hlavní nádraží, jehož moderní budova pochází již z období první republiky. Dalším nádražím maloměstského typu (podobné má například Kroměříž, Rychnov nad Kněžnou či Třebechovice pod Orebem) je Hradec Králové-Slezské Předměstí. Dalšími zastávkami jsou Hradec Králové zastávka na kraji místní části Pouchov a Hradec Králové-Kukleny ve stejnojmenné místní části. Poslední stanicí na území města je Plotiště nad Labem. V souvislosti s modernizací trati 031 je plánováno vybudování zastávky u místní části Březhrad, která má nahradit stávající sousední stanici Opatovice nad Labem - Pohřebačka.

#### Letecká doprava
V severní části města, mezi Pouchovem a Rusekem, se nachází mezinárodní letiště Hradec Králové.

## Osobnosti

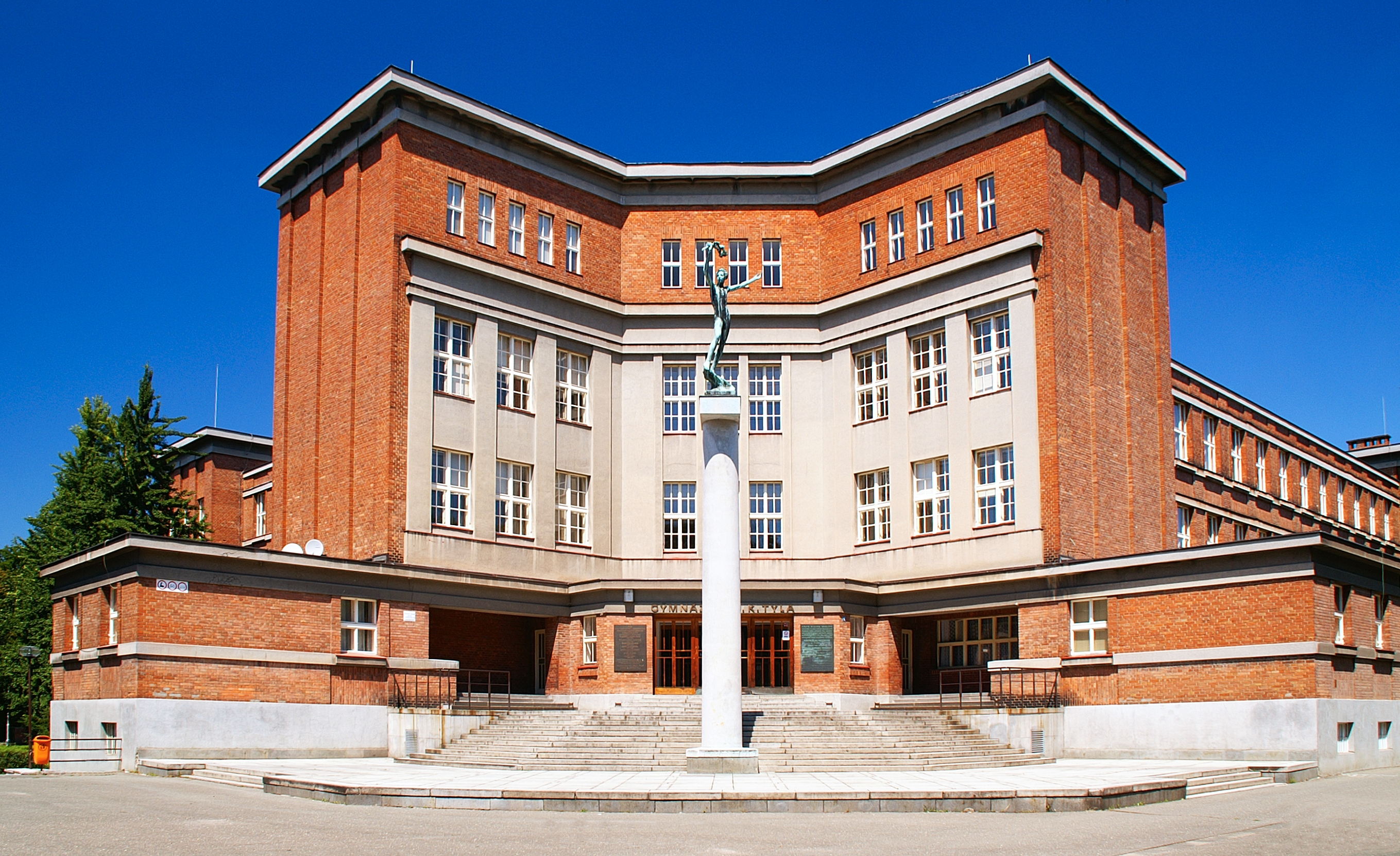
Gymnázium J. K. Tyla

K nejvýznamnějším starostům města patřil František Ulrich, jehož zásluhou byl Hradec Králové ve 30. letech 20. století nazýván „salonem republiky“. O toto označení se zasloužili i architekti Jan Kotěra a Josef Gočár.
Mezi další osobnosti spojené s historií města patří: Bohuslav Balbín, Václav Kliment Klicpera, Josef Chmela, Jaroslav Durych, český sochař Vladimír Preclík, František Cyril Kampelík, Václav František Červený, zakladatel slavné hradecké továrny na hudební nástroje či zakladatel továrny na piana Antonín Petrof a řada dalších.
Na královéhradeckém (dnes Tylově) gymnáziu studovali například Václav Hanka, Josef Jaroslav Langer, Josef Kajetán Tyl, Karel Jaromír Erben, František Škroup, Alois Jirásek a na počátku 20. století i Karel Čapek nebo Emil Vachek.

### Rodáci
- Dagmar Andrtová-Voňková (* 1948), česká kytaristka, skladatelka a zpěvačka
- Pavel Aquilinas (před 1520–1569), teolog, spoluautor Moravské konfese
- Bohuslav Balbín (1621–1688), literát, historik, zeměpisec a pedagog
- Bohumil Bauše (1845–1924), středoškolský učitel, přírodovědec, spisovatel, překladatel, propagátor a popularizátor přírodních věd
- Josef Bek (1918–1995), herec
- Karel Bubeníček (1923–2007), architekt, představitel brutalismu
- Adolf Černý (1864–1952), český básník, diplomat, etnograf, filolog, publicista, překladatel a univerzitní lektor
- Jan Dolanský (* 1978), český herec
- Dominik Duka (* 1943), dominikán, 24. biskup královéhradecký, 36. arcibiskup pražský a primas český
- Jaroslav Durych (1886–1962), český vojenský lékař a katolický prozaik, básník, dramatik a publicista
- Silvie Dymáková (* 1982), režisérka, kameramanka, scenáristka
- Viktor Fischl (1912–2006), český, židovský a izraelský básník, prozaik, překladatel a publicista
- Martin Frýdek (* 1969), bývalý fotbalista, český a čs. reprezentant
- Emil Hájek (1886–1974), česko-srbský pianista a hudební pedagog
- Karel Hála (1933–2008), přední český swingový zpěvák
- Leoš Heger (* 1948), lékař, pedagog a politik; bývalý ministr zdravotnictví
- Zbyněk Hejda (1930–2013), český básník a překladatel
- Jiří Horák (1924–2003), politolog, pedagog, exilový politik, bývalý předseda ČSSD
- Martin Hosták (* 1967), bývalý hokejový reprezentant, televizní komentátor
- Jan Hrdina (* 1976), lední hokejista
- Václav Jiráček (1920–1966), český dirigent a hudební skladatel
- Oldřich Jirsák (*1947), vynálezce nanospideru
- Pavel Kikinčuk (* 1959), herec
- Patrik Kincl (* 1989), profesionální bojovník smíšených bojových umění
- Ljuba Krbová (* 1958), herečka
- Marek Kulič (* 1975), fotbalista, bývalý reprezentant
- Karel Loevenstein (1885–1938), průmyslník a generální ředitel Škodových závodů
- Cyprián Karásek Lvovický (1514–1574), astronom, matematik a astrolog
- Rudolf Medek (1890–1940), český spisovatel, legionář a vlastenec
- Zet Molas (1896–1956), česká režisérka, vlastním jménem Zdenka Holubová, provdaná Smolová
- Zuzana Navarová (1959–2004), zpěvačka, skladatelka a textařka
- Karel Piták (* 1980), český fotbalista
- Jaroslav Plesl (* 1974), herec
- Vladimír Preclík (1929–2008), český sochař, zakladatel a první děkan Fakulty prům. designu VUT v Brně
- Jindřich Rajchl (* 1976), advokát, politik, aktivista
- Karel Rokytanský, německy Carl Freiherr von Rokitansky (1804–1878), rakouský lékař, patolog, filosof a liberální politik českého původu
- Kateřina Siniaková (* 1996), česká tenistka
- Ota Sklenčka (1919–1993), herec
- Martin Sládek (* 1988), několikanásobný mistr světa a Evropy ve footbagu
- Miroslav Sládek (* 1950), politik
- Tereza Smitková (* 1994), česká tenistka
- Vladimír Socha (* 1982), publicista, pedagog, popularizátor paleontologie
- Jaroslav Svěcený (* 1960), houslový virtuóz
- Oldřich Svoboda (* 1967), bývalý hokejista a reprezentant
- Karel Sudimír Šnajdr (1766–1835), právník, obrozenecký básník píšící česky a německy, autor balady Jan za chrta dán, přítel Václava Klimenta Klicpery
- Petr Štěpánek (* 1958), český hudebník, spisovatel a politik
- František Štolba (1839–1910), profesor chemické technologie a enzymologie na pražské technice a rektor ČVUT
- Josef Štolba (1846–1930), český dramatik, vychovatel, právník a spisovatel
- Jiřina Švorcová (1928–2011), česká divadelní a filmová herečka a komunistická politička
- Tomáš Tuček (* 1987), několikanásobný mistr světa a Evropy ve footbagu
- Lenka Termerová (* 1947), herečka
- Václav Vladivoj Tomek (1818–1905), historik, archivář, politik a pedagog
- František Ulrich (1859–1939), advokát, poslanec, autor básní a prózy, dlouholetý starosta města
- Petr Ulrych (* 1944), český zpěvák, hudební skladatel a textař, bratr zpěvačky Hany Ulrychové
- Emil Vachek (1889–1964), český prozaik, dramatik a novinář, společně s Eduardem Fikerem zakladatel české detektivky, tvůrce prvního ryze českého detektiva Klubíčka
- Otakar Vávra (1911–2011), český filmový režisér, scenárista a pedagog
- Oldřich Vlasák (1955–2024), politik, bývalý primátor Hradce, bývalý europoslanec
- Lucie Výborná (* 1969), televizní a rozhlasová moderátorka
- Stanislav Vydra (1741–1804), katolický kněz, český vysokoškolský profesor, matematik a národní buditel
- Josef Liboslav Ziegler (1782–1846), český kněz, pedagog, básník, překladatel a vlastenecký spisovatel
- Martin Zounar (* 1967), moderátor a herec

## Partnerská města
Partnerskými městy jsou:
- Alessandria, Itálie
- Arnhem, Nizozemsko
- Banská Bystrica, Slovensko
- Černihiv, Ukrajina
- Gießen, Německo
- Kaštela, Chorvatsko
- Mety, Francie
- Valbřich, Polsko
- Vratislav, Polsko

### Spolupracující města
Hradec Králové dále spolupracuje s městy:
- Montana, Bulharsko
- Székesfehérvár, Maďarsko